# آرثر دو غوبينو
جوزيف آرثر دو غوبينو (14 يوليو 1816 - 13 أكتوبر 1882) هو أرستقراطي فرنسي اشتهر من خلال إضفائه الشرعية على العنصرية من خلال استخدامه النظرية العنصرية العلمية و «الديموغرافيا العرقية» ولتطويره نظرية تفوق العرق الآري. معروف لمعاصريه كروائي ودبلوماسي و رحالة، انتمى إلى النخبة الفرنسية، حيت كتب في أعقاب ثورات 1848 مباشرة مقاله المشهور «مقال حول عدم المساواة بين الأجناس البشرية». ادعى فيها أن الأرستقراطيين كانوا متفوقين على عامة الناس وكانوا يمتلكون المزيد من السمات الوراثية الآرية بسبب قلة التعارف والإختلاط مع الأجناس الدونية - القادمة من جبال الألب والمتوسط.
تمت الإشادة بكتابات غوبينو بسرعة من قبل المتعصبين الأمريكيين المؤيدين للرق مثل جوشيا سي نوت وهنري هوتزي، الذين ترجموا كتابه "المقال" إلى اللغة الإنجليزية. لكنهم قاموا بحذف حوالي الف صفحة من الكتاب الأصلي، بما في ذلك الأجزاء التي وصفت الأمريكيين سلبًا بأنهم سكان مختلطون عرقيًا.و قد كانت كتاباته مصدر إلهام لحركة اجتماعية في ألمانيا سميت الغوبينية،  كانت أعماله مؤثرة أيضًا على معادي السامية البارزين مثل ريتشارد فاغنر، صهر واغنر هيوستن ستيوارت تشامبرلين، والسياسي الروماني البروفيسور إيه سي كوزا، وقادة الحزب النازي، الذين لاحقًا قاموا بتحرير وإعادة نشر أعماله.

## النشأة والكتابة

### الأصول
يعود أصل غوبينو إلى عائلة أرستقراطية قديمة وعريقة. كان والده لويس دو غوبينو (1784-1858) ضابطًا عسكريًا و مناصراٌ قويًا للملكية. والدته، آن لويز ماغدلين دو جيرسي، كانت ابنة مسؤول ضرائب ملكي غير نبيل. عاشت عائلة دو جيرسي في مستعمرة التاج الفرنسي سانت دومينيك (هايتي الحديثة) لفترة خلال القرن الثامن عشر. دائمًا ما كان لغوبينو وساوس من أنه قد يكون له أسلاف سود على جانب والدته. 
معبراٌ عن كراهيته للثورة الفرنسية كتب غوبينو: «عيد ميلادي هو 14 يوليو، وهو التاريخ الذي تم فيه الإستلاء على الباستيل - وهو ما يثبت كيف يمكن أن تلتقي الأضداد».  ولما كان صبيا وشابا، أحب غوبينو العصور الوسطى، والتي اعتبرها العصر الذهبي للفروسية والنبالة وكانت أحب إليه من زمنه الذي عاصره.  وصفه شخص يعرفه كمراهق بأنه شخص رومانسي «بأفكار شجاعة وروح بطولية، يحلم بما كان أنبل وأعظم». 
كان والد غوبينو ملتزمًا بإعادة بيت بوربون للحكم وساعد الإخوة بوليجناك على الفرار من فرنسا.  كعقاب له تم سجنه من قبل الشرطة السرية لنابليون ولكن تم إطلاق سراحه عندما استولى الحلفاء على باريس عام 1814.  خلال المائة يوم هربت عائلة دو غوبينو من فرنسا. بعد الإطاحة النهائية بنابليون بعد معركة واترلو، تمت مكافأة لويس دو غوبينو على ولائه لبيت البوربون من خلال إعطائه رتبة قائد في الحرس الملكي للملك لويس الثامن عشر.  كان أجر الحارس الملكي منخفضًا للغاية، وعانت عائلة دو غوبينو من راتبه. 
تخلت ماجدولين دو غوبينو عن زوجها بسبب علاقتها بمدرس أطفالها شارلز دو لا كواندير. جنبا إلى جنب مع عشيقها، أخذت ابنها وابنتيها في رحلات طويلة عبر شرق فرنسا وسويسرا ودوقية بادن الكبرى.  لدعم نفسها، لجأت إلى الاحتيال (الذي سُجنت بسببه). أصبحت والدته مصدر إحراج كبير له، والتي لم يتحدث معها أبدًا بعد أن بلغ العشرين من عمره. 
بالنسبة لشاب غوبينو الإلتزام بدعم القيم الأرستقراطية والكاثوليكية التقليدية، وتفكك زواج والديه، وعلاقة والدته المفتوحة مع عشيقها، وأفعالها الاحتيالية، والاضطراب الذي يفرضه الهروب باستمرار والعيش في فقر كانت كلها أمور مؤلمة للغاية. 

### مرحلة المراهقة
قضى غوبينو الجزء الأول من سنوات مراهقته في بلدة إنزليغين حيث كانت والدته وعشيقها يقيمان. أصبح يجيد اللغة الألمانية.  بصفته مؤيدًا قويًا لبيت بوربون، أجبر والده على التقاعد من الحرس الملكي بعد ثورة يوليو 1830 التي جلبت الملك لويس فيليب، («العاهل المواطن Le roi citoyen») إلى السلطة. الذي وعد بالتوفيق بين تراث الثورة الفرنسية والملكية.  بالنظر إلى تاريخ عائلته في دعم البوربون، اعتبر الشاب غوبينو ثورة يوليو كارثة لفرنسا.  كانت وجهة نظره المثالية بالنسبة لفرنسا هي دولة ملتزمة بالشريعة الكاثوليكية يحكمها بيت البوربون.  وفي عام 1831، تولى والد دو غوبينو حضانة أطفاله الثلاثة، وقضى ابنه بقية فترة المراهقة في لوريان، في بريتاني. 

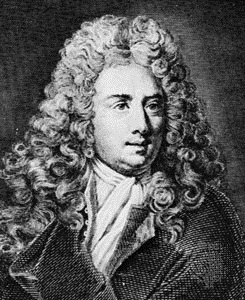
كان للحكايات الاستشراقية لأنتوان جالاند تأثير قوي على غوبينو في شبابه.

لم يحب غوبينو والده، الذي وصفه بأنه ضابط ممل ومتحذلق غير قادر على تحفيز الفكر.  تأسست لوريان عام 1675 كقاعدة لشركة الهند الشرقية الفرنسية حيث كان للملك لويس الرابع عشر طموحات كبيرة لجعل فرنسا القوة السياسية والاقتصادية المهيمنة في آسيا.  نظرًا لأن هذه الطموحات لم تتحقق، طور غوبينو شعورًا بالمجد الباهت عندما نشأ في مدينة تم بناؤها لتكون قاعدة للهيمنة على التجارة بين أوروبا وآسيا. هذا الحلم أختفى من دون أن يتحقق، حيث أصبحت الهند جزءًا من الإمبراطورية البريطانية وليس الإمبراطورية الفرنسية. 
في شبابه، كان غوبينو مفتونًا بالشرق، حيث كان الشرق الأوسط معروفًا في أوروبا في القرن التاسع عشر.  أثناء دراسته في كوليج دو بيرون بسويسرا، ذكر أحد الطلاب: «كانت جميع تطلعاته نحو الشرق. كان يحلم فقط بالمساجد والمآذن؛ ويعتبر نفسه مسلمًا، مستعدًا للحج إلى مكة».  أحب غوبينو حكايات شرقية من قبل المترجم الفرنسي أنطوان جالاند، غالبًا ما قال إنه يريد أن يصبح مستشرقًا. قرأ حكايات عربية وتركية وفارسية مترجمة، وأصبح ما يصطلح عليه عند الفرنسيين «مستشرق مزيف un orientaliste de pacotille».  وفي عام 1835، فشل غوبينو في امتحانات القبول في مدرسة سانت كير العسكرية. 
في سبتمبر 1835، غادر غوبينو إلى باريس مع خمسين فرنكًا في جيبه ليصبح كاتبًا.  تنقَّل مع عمه، ثيبوت جوزيف دو غوبينو، الذي كان مؤيداٌ للحكم الوراثي مع كراهية «غير محدودة» للويس فيليب.  وبسبب ميله نحو النخبوية، أسس غوبينو مجتمعًا من المثقفين الموالين لحكم البوربون يسمى («المختارين Les Scelti لي سيلتي»)، والذي ضم إليه نفسه، والرسام جيرمان جون والكاتب ماكسيم دي كام. 

### الكتابات الأولى
في السنوات الأخيرة من نظام يوليو الملكي، كتب غوبينو أعماله على شكل كتابة متسلسلة ومساهمات في الدوريات الرجعية.  كتب للإتحاد الكاثوليكي، لا كوتيديان، لينيتي، ومجلة باريس.  في وقت ما من أوائل أربعينيات القرن التاسع عشر، كان غوبينو يكتب مقالًا يوميًا لـ لا كوتيديان لإعالة نفسه.  وبكونه كاتبٌ وصحفيٌ، كافح غوبينو ماديًا وكان في بحت دائم عن راعي ثري مستعد لدعمه.  وعمل كموظف بدوام جزئي في مكتب البريد وكاتب بدوام كامل، على الرغم من ذلك غوبينو فقيرًا للغاية. 
جعلته خلفيته العائلية مؤيدًا لبيت البوربون، لكن طبيعة الحركة المؤيدة للحكم الوراثي التي يسيطر عليها القادة المتشددون وغير الأكفاء دفعت غوبينو إلى اليأس، مما دفعه إلى الكتابة: «لقد هزمنا وأنه من الأفضل أن نستسلم للحقيقة».  في رسالة إلى والده، اشتكى غوبينو من «التراخي والضعف والغباء - وفي عبارة أخرى - الحماقة النقية لحزبي العزيز». 
في الوقت نفسه، اعتبر غوبينو المجتمع الفرنسي في عهد مجلس أورليانز فاسدًا ويبحث عن المصلحة الذاتية، تهيمن عليه «الإقطاعية القمعية للمال» على عكس إقطاعية «الصدقة والشجاعة والفضيلة والذكاء» التي يحتفظ بها النظام القديم - نظام النبلاء"le ancien-régime".  كتب غوبينو عن نظام يوليو الملكي لفرنسا: «لقد أصبح المال مبدأ القوة والشرف. المال يهيمن على الأعمال التجارية؛ المال ينظم السكان؛ المال يحكم؛ المال يسترق الضمائر؛ المال هو المعيار للحكم على أخلاق الرجال». 

في «عصر الإنحطاط الوطني» كما وصفه غوبينو، حيث يسير المجتمع في اتجاه لا يتفق معه، وحيت قادة القضية التي يؤمن عبارة عن حمقى غير كفؤين، وكونه إرستقراطي يكافح من أجل سد رمقه من خلال الكتابة الصحافة والروايات، جعله أكثر تشاؤما بشأن المستقبل.  كتب غوبينو في رسالة إلى والده: «لقد يأست من مجتمع هو أصلا لم يعد أي شيء سوى الروح، والذي لم يبق له قلب».  واشتكى من أن الموالين للبوربون قضوا وقتهم في العداء مع بعضهم البعض بينما الكنيسة الكاثوليكية «تتجه إلى جانب الثورة».  كتب غوبينو: 
 بلادنا الفقيرة تقع في الانحطاط الروماني. حيث لم تعد هناك أرستقراطية تستحق نفسها، تموت أمة. إن نبلائنا هم حمقى وجبناء مغرورون. لم أعد أؤمن بأي شيء ولا أملك أي آراء. من لويس فليب، سننتقل إلى المنقلب الأول الذي سيأخذنا، ولكن فقط من أجل نقلنا إلى أخر. لأننا بدون قدرة وطاقة معنوية. قتل المال كل شيء.  
أقام غوبينو صداقات عدة وكان لديه مراسلات ضخمة مع أليكسيس دو توكفيل. أشاد توكفيل بغوبينو في أحد الرسائل: «لديك معرفة واسعة وكثير من الذكاء وأفضل الأخلاق». ثم أعطى غوبينو موعدًا في مقر وزارة الخارجية الفرنسية وذلك أثناء عمله كوزير للخارجية خلال فترة الجمهورية فرنسا الثانية.

#### النجاح مع مقال كابوديسترياس
في عام 1841، سجل غوبينو أول نجاح كبير له عندما تم نشر مقال قدمه إلى مجلة لاروفي دي دو موند في 15 أبريل 1841. كان مقال غوبينو عن رجل الدولة اليوناني الكونت إيوانيس كابوديسترياس. في ذلك الوقت، كانت مجلة لاروفي دي دو موند واحدة من أكثر المجلات المرموقة في باريس، والنشر فيها وضع غوبينو في نفس المكانة مثل جورج ساند، تيوفيل غوتييه، فيلاريت تشسليس، ألفونس دي لامارتين، إدغار كوينت وتشارلز أوغستين سانت بيوف الذين تم نشر أعمالهم بانتظام في تلك المجلة.

### في السياسة الدولية
كتابات غوبينو حول السياسة الدولية كانت متشائمة بشكل عام مثل كتاباته عن فرنسا. بحيت أنه صور بريطانيا كدولة مدفوعة بشكل كلي بالكراهية والجشع وأن هيمنة الإمبراطورية البريطانية في جميع أنحاء العالم هي مصدر للندم.  غالبًا ما هاجم غوبينو الملك لويس فيليب من أجل سياسته الخارجية الموالية لبريطانيا، كاتباً عنه أنه «أهان» فرنسا بالسماح للإمبراطورية البريطانية بأن تصبح القوة المهيمنة في العالم.  ومع ذلك، كانت التقارير عن إفقار أيرلندا مصدر ارتياح لغوبينو حيث أكد: «إن أيرلندا هي التي تدفع إنجلترا إلى هاوية الثورة». 
كما رأى غوبينو، أن القوة المتنامية والعدوانية الروسية كانت مدعاة للقلق. واعتبر الكارثة التي عانى منها البريطانيون خلال انسحابهم من كابول في الحرب الأولى مع أفغانستان عام 1842 علامة على أن روسيا ستكون القوة المهيمنة في آسيا، وكتب: «إن إنجلترا، أمة عجوز، تدافع عن مصدر عيشها ووجودها. روسيا، أمة شابة، تتبع مسارها نحو القوة التي ستكتسبها بالتأكيد ... إمبراطورية القيصر اليوم هي القوة التي يبدو أن لها مستقبل أعظم ... الشعب الروسي يسير بثبات نحو هدف معروف بالفعل ولكن لا يزال غير محدد بالكامل».  صنف غوبينو روسيا قوة آسيوية وشعر أن النصر الحتمي لروسيا كان انتصارًا لآسيا على أوروبا. 
كان لديه مشاعر مختلطة حول الولايات الألمانية، مشيدا بروسيا كمجتمع محافظ يهيمن عليه اليونكر. لكنه قلق من أن النمو الاقتصادي المتزايد الذي يروج له السولفراين (الاتحاد الجمركي الألماني) الذي يجعل الطبقة الوسطى البروسية أكثر قوة.  انتقد غوبينو الإمبراطورية النمساوية، حيث كتب أن بيت هابسبورغ يحكم على مجموعات إثنية مختلطة من ألمان، ومجريين، وإيطاليين، وشعوب سلافية، وما إلى ذلك، وكان من المحتم أن ينخفض مثل هذا المجتمع متعدد الأعراق، في حين كانت بروسيا «الألمانية البحتة» متجهة لتوحيد ألمانيا. 
كان غوبينو أيضًا متشائمًا بشأن إيطاليا حيت كتب: «بعد فترة وجيزة من اختفاء الكونتوتيري، كل شيء كان قد عاش وازدهر ذهب معهم أيضا؛ الثروة والحناء والفن والحرية، لم يبق شيء سوى أرض خصبة وسماء لا تضاهى».  شجب غوبينو إسبانيا لرفضها «السلطة الحازمة والطبيعية، السلطة المتجذرة في الحرية الوطنية»، وأشار أنه من دون فرض الأوامر من قبل الملكية المطلقة، أسبانيا كان مقدر لها أن تغرق في حالة ثورة دائمة.  كان كذالك رافضًا لأمريكا اللاتينية، حيث كتب مشيراٌ إلى حروب الاستقلال: «إن تدمير زراعتهم وتجارتهم وأموالهم، بالإضافة إلى النتيجة الحتمية للاضطراب المدني الطويل، لا يبدو لهم على الإطلاق ثمنًا باهظًا للغاية يدفعون مقابل ما كانوا يسعون إليه. ومع ذلك، من يريد أن يدعي أن سكان أشباه البرابرة من قشتالة أو الغارف أو الغاوشو على نهر بلايت يستحقون حقًا أن يجلسوا كمشرعين كبار، في الأماكن التي اعترضوا فيها على أسيادهم بهذه الحيوبة والطاقة». 
حول الولايات المتحدة، كتب غوبينو: «إن العظمة الوحيدة هي الثروة، وحيث يمكن لأي أحد الحصول عليها، فإن ملكيتها مستقلة عن أي من الصفات المحجوزة للطبائع المتفوقة».  كتب غوبينو أن الولايات المتحدة كانت تفتقر إلى الطبقة الأرستقراطية، مع عدم وجود حس بعادات وطبائع النبلاء كما هو موجود في أوروبا. وحيت يعانى الفقراء الأمريكيون أكثر من الفقراء الأوروبيين، مما سبب في جعل الولايات المتحدة مجتمعًا عنيفًا، حيث الجشع والمادية هي القيم الوحيدة التي يتم الإعتراف بها.  بشكل عام، كان غوبينو معاديًا للناس في الأمريكتين، وكتب أن من في العالم القديم لا يعرف «أن العالم الجديد لا يعرف شيئًا عن الملوك والأمراء والنبلاء وأن هؤلاء سكان الأراضي شبه العذراء عبارة عن مجتمعات بشرية ولدت بالأمس ولم تنضج بعد، حيت لا أحد لديه الحق أو القدرة على تسمية نفسه أعظم من عامة المواطنين» 

### زواج

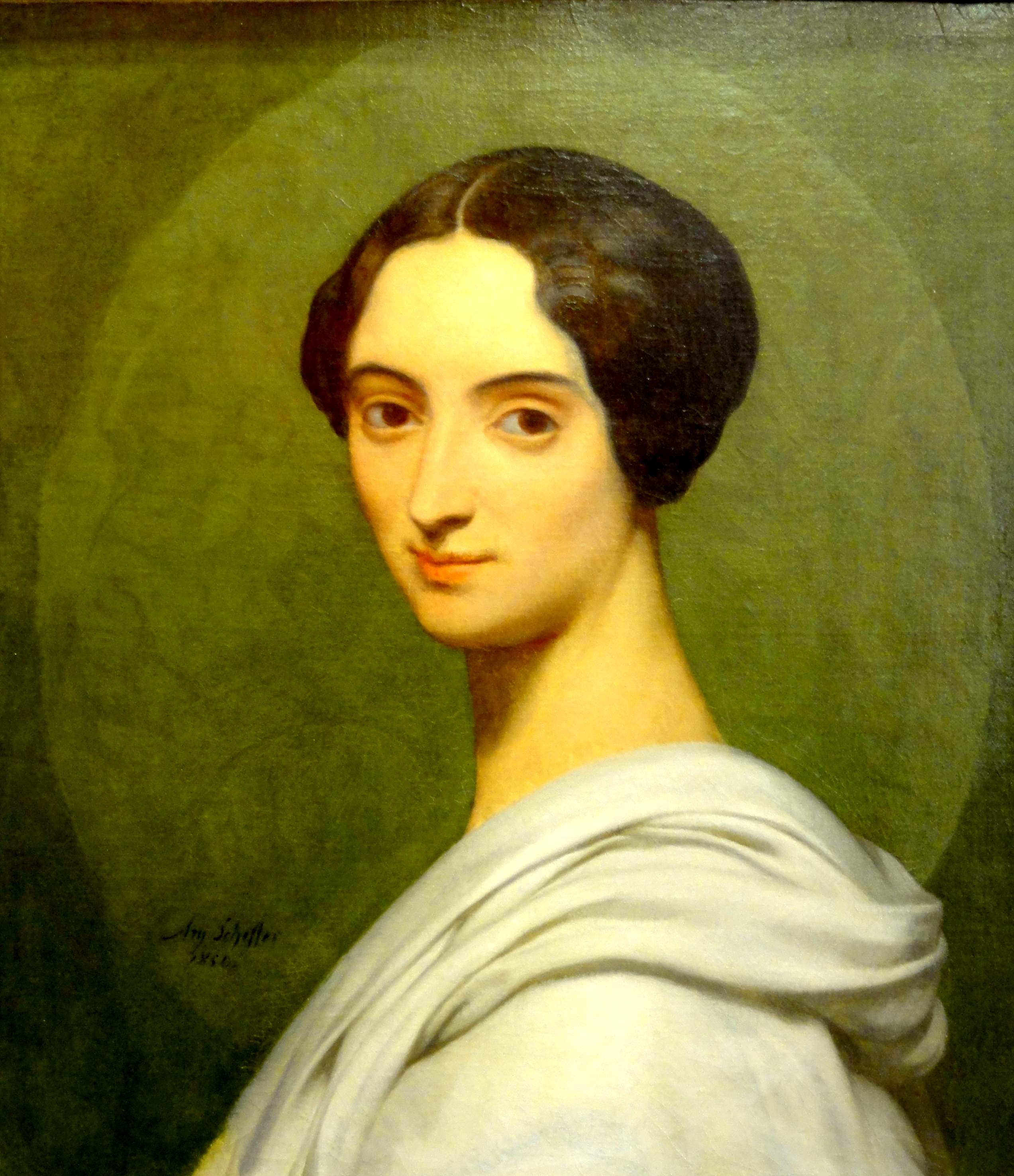
صورة زوجة جوبينو ، كليمانس ، بواسطة آري شيفر (1850)

في عام 1846، تزوج غوبينو من كليمانس جابرييل مونروت. وقد ضغطت من أجل زواج متسرع لأنها كانت حامل من قبل صديقهما المشترك بيير دو سير الذي تخلى عنها. وبصفتها كاثوليكية متدينة، لم ترغب في ولادة طفل غير شرعي.  ولدت مونروت في جزر المارتينيك. كما هو الحال مع والدته، لم يكن غوبينو متأكدًا تمامًا من نقاء عرق زوجته، وبالتالي أمتد شكه إلى ابنتيه وهل لديهما أسلاف سود أم لا، حيث كان من المعتاد أن يتولى سادة العبيد الفرنسيين في منطقة البحر الكاريبي عشيقة من الرقيق.  كانت معارضة غوبينو للرق، بسبب ما حمله من سوء التسبب في ضرر للبيض، متأتراٌ بمخاوفه الشخصية من أن والدته أو زوجته قد يكونان من أصل أفريقي. 

## العمل الدبلوماسي المبكر ونظرياته عن العرق

### ملكي ساخط
كانت روايات وقصائد غوبينو في ثلاثينيات وأربعينيات القرن التاسع عشر مبنية في الغالب على العصور الوسطى أو عصر النهضة مع أبطال أرستقراطيين يحيون بكل القيم التي أهتم بها غوبينو مثل الشرف والإبداع ضد طبقة وسطى فاسدة لا روح لها.  تعد روايته لعام 1847 المسماة تيرنوف هي المرة الأولى التي ربط فيها غوبينو الطبقية بالعرق، وكتب «يحسب مسيو دو مارفيجولز نفسه، وجميع أعضاء النبلاء، جنساً منفصلاً، من جوهر متفوق، ويعتقد أن من الجرمِ تلطيف هذا (العرق) عن طريق التمازج مع الدم العام.»  الرواية، التي تم وضعها على خلفية المائة يوم من عام 1815، وعلى خلفية النتائج الكارثية المتعلقة بزواج الأرستقراطي أوكتاف دو ترنوف من ابنة ميلر. 
لقد روعت ثورة 1848 غوبينو وشعر بالاشمئزاز مما اعتبره رد فعل ضعيف للطبقات الأوروبية العليا على التحدي الثوري. وكتب في ربيع 1848 عن الأخبار من ألمانيا: «الأمور تسير على نحو سيئ جدًا ... لا أقصد طرد الأمراء - لقد أستحقوا ذلك. بفعل جبنهم ونقص حسهم السياسي الذي جعلهم بلا أهمية. ولكن الفلاحون هم أشباه برابرة. حيت النهب والحرق والمذابح - ونحن فقط في البداية.» 
بصفته مؤيداً لحكم البوربون، كره غوبينو بيت بونابرت وكان مستاءًا عندما انتخب لويس نابليون بونابرت رئيسًا للجمهورية عام 1848.  ومع ذلك، أبدى دعمه لبونابرت كأفضل رجل للحفاظ على النظام، وفي عام 1849، عندما أصبح توكفيل وزيرًا للخارجية، أصبح صديقه غوبينو رئيس مكتبه. 

#### بداية نظريات غوبينو العنصرية
مصدوماً بثورة 1848، أعرب غوبينو لأول مرة عن نظرياته العنصرية في قصيدته الملحمية لعام 1848 مانفريدين. وكشف فيها عن خوفه من أن الثورة كانت بداية نهاية أوروبا الأرستقراطية، حيث ينحدر عامة الناس من سلالات أقل شأنًا.  القصيدة، التي تعود بالقارئ إلى وقت الثورة في مدينة نابولي ضد الحكم الإسباني عام 1647 (رمزية لعام 1848)، تتعلق بالشخصية الرئيسية، وهي امرأة نبيلة أرسل غوبينو إليها خمسمائة سطر تتبع أصلها من أسلاف الفايكنج.  وهذا بعض منها: 
 Et les Germains، montrant leur chevelure blonde، Que portaient leurs aïeux، dans tous les coins du monde، Paraissent pour régner. Neptune et son trident، Servent l'Anglo-Saxon، leur dernier descendant ، Et les déserts peuplés de la jeune Amérique، Connaissenet le pouvior de ce peuple héroïque، Mais Romains، Allemands، Gaulois، [. . . ] Pour en finir، Ce qui n'est pas Germain est créé pour servir.

 وظهر الجِرمان، بشعرهم الأشقر الموروث من أجدادهم، ليحكموا في كل مكان. يخدِم نبتون ورمحه الثلاثي الأنجلو ساكسون، حتى سليلهم الأخير ، والصحاري المسكونة لأمريكا الشابة تعرف قوة هذا الشعب البطل. ولكن بالنسبة للرومان ، الألمان ، الغال ، [...] باختصار ، فإن أولئك الذين ليسوا جرمانًا فقد وجدوا للخدمة.  

#### نظرية الأرستقراطيين الفرنسيين
عاكساُ ازدرائه للناس العاديين، ادعى غوبينو أن الأرستقراطيين الفرنسيين مثله هم أحفاد الفرنجة الجرمانيون الذين غزوا مقاطعة الغال الرومانية في القرن الخامس الميلادي، في حين كان عامة الفرنسيين هم أحفاد سلتيك الأصبيين وشعوب البحر الأبيض المتوسط. كانت هذه نظرية قديمة تم الترويج لها لأول مرة بتفصيل من فبل الكونت هنري دي بولانفيلييه. وقد جادل بأن الطبقة الثانية (الأرستقراطية) كانت من دم «الفرنجة» وأن الطبفة الثالثة (العامة) من دم «الغاليش».  وكون غوبينو ولد بعد الثورة الفرنسية تدمرت صورة النظام القديم المثالي من خياله، وشعر غوبينو بشعور عميق من التشاؤم فيما يتعلق بالمستقبل. 
بالنسبة له، الثورة الفرنسية، بعد أن دمرت الأساس العرقي للعظمة الفرنسية بإسقاط الأرستقراطية وقتلها في كثير من الحالات، بدأت عملية طويلة من التدهور والانحطاط لا تقاوم، والتي لا يمكن أن تنتهي إلا بالانهيار التام للحضارة الأوروبية.  وشعر أن ما قامت به الثورة الفرنسية في الثورة الصناعية سينتهي. وأن التصنيع والتحضر كارثة كاملة لأوروبا. 
مثل العديد من المحافظين الرومانسيين الأوروبيين الآخرين، نظر غوبينو بحنين إلى نسخة مثالية من العصور الوسطى كمجتمع زراعي شاعري يعيش بتناغم في نظام اجتماعي جامد.  كان يكره باريس الحديثة، المدينة التي سماها «بالوعة عملاقة» مليئة بالأجانب (المهاجرين) - المجرمين والفقراء والانجرافين الذين ليس لديهم منزل حقيقي، واعتبرهم غوبينو المنتجات الوحشية لقرون من سوء التكاثر الجاهزة للانفجار في العنف الثوري في أي لحظة.  لقد كان معارضاً متحمسًا للديمقراطية، والذي ادعى أنها مجرد «حراك» - نظام أعطى للغوغاء الأغبياء القول الفصل في إدارة الدولة. 

### وجوده في سويسرا وألمانيا
من نوفمبر 1849 إلى يناير 1854 تمركز غوبينو في المفوضية الفرنسية في برن حيت عمل سكرتير أول.  وفي تلك الفترة التي قضاها في سويسرا ، كتب غوبينو غالبية المقالات. 
أقام غوبينو في هانوفر في خريف عام 1851 وبصفته القائم نائب القائم بالأعمال، أعجب بـ «آثار النبلاء الحقيقيين» التي قال إنه شاهدها في محكمة هانوفر.  أحب غوبينو بشكل خاص الملك الأعمى جورج الخامس الذي اعتبره «الأمير الفيلسوف» والذي كتب عنه مقال.  وأشاد «بالشخصية الرائعة» للرجال الهانوفيريين وأثنى أيضًا على المجتمع الهانوفيري على أنه «لديه تفضيل غريزي للتسلسل الهرمي» حتى مع اعتراض العوام دائمًا على النبلاء، وهو ما قام بشرحه على أسس عنصرية. 
عاكساُ اهتمامه وشغفه طيلة حياته بالشرق، انضم غوبينو إلى الجمعية الأسيوية في عام 1852 وتعرف جيدًا على العديد من المستشرقين الفرنسيين، مثل يوليوس فون موهل. 
في يناير 1854، تم إرسال غوبينو كسكرتير أول للمفوضية الفرنسية في مدينة فرانكفورت الحرة.  طبقا الاتفاقية الاتحادية للاتحاد الألماني التي الموقعة في فرانكفورت - والمعروفة أيضًا باسم «الدايت الكونفدرالي» - كتب غوبينو: «الدايت هو مكتب أعمال للبيروقراطية الألمانية - إنه بعيد جدًا عن كونه هيئة سياسية حقيقية».   كره غوبينو الممثل البروسي في البرلمان ، الأمير أوتو فون بسمارك، بسبب مغازلته لزوجته.  وعلى النقيض من ذلك، أصبح الممثل النمساوي، الجنرال أنطون فون بروكش أوستن، أحد أفضل أصدقاء غوبينو.  حيت كان جنديًا ودبلوماسيًا نمساويًا رجعيًا يكره الديمقراطية ويرى نفسه كمؤرخ ومستشرق، ولهذه الأسباب، ربط غوبينو صداقة معه.  خلال هذه الفترات بدأ غوبينو في الكتابة بشكل أقل في كثير من الأحيان إلى صديقه الليبرالي القديم توكفيل وفي كثير من الأحيان إلى صديقه المحافظ الجديد بروكش أوستن. 

### نظريات غوبينو العنصرية
خلال فترة حياته، كان غوبينو معروفًا بالروائي والشاعر وبكتاباته في السفر التي تسرد مغامراته في إيران والبرازيل بدلاً من النظريات العرقية التي يتذكر الآن بسبها في الغالب.  ومع ذلك، كان دائمًا يعتبر كتابه (مقال عن عدم المساواة بين الأجناس البشرية "Essai sur l'inégalité des races humaines") تحفة فنية له ويريد أن يتم تذكره كصاحبها.  وبصفته رجعي حازم يؤمن بالتفوق الفطري للأرستقراطيين على عامة الناس - الذين نظر إليهم بازدراء تام - احتضن غوبينو العقيدة العلمية التي فقدت مصداقيتها الآن لتبرير الحكم الأرستقراطي على العامة الأقل شأنا. 
أعتقد غوبينو بأن العرق هو الذي صنع الثقافة. وجادل بأن الفروق بين الأجناس الثلاثة - «الأسود» و «الأبيض» و «الأصفر» - كانت حواجز طبيعية، وأن «الاختلاط بين الأعراق» يكسر تلك الحواجز ويؤدي إلى الفوضى. من بين الأجناس الثلاثة، جادل بأن السود أقوياء جسديًا جدًا ولكنهم غير قادرين على التفكير الذكي.  فيما يتعلق بـالجنس «الأصفر» (الآسيويين)، زعم أنهم كانوا متوسطين جسديًا وفكريًا ولكن لديهم حس مادي قوي للغاية سمح لهم بتحقيق نتائج معينة.  وأخيرًا ، كتب غوبينو أن البيض كانوا الأفضل والأعظم من بين الأجناس الثلاثة حيث أنهم وحدهم قادرون على التفكير الذكي، وصنع الجمال وكانوا الأجمل جسمانيا.  ادعى أن «العرق الأبيض يمتلك بشكل أصلي واحتكاري الجمال والذكاء والقوة»، وأي صفات إيجابية يمتلكها الآسيويون والسودون كانت بسبب سوء التوليد اللاحق (أي التزاوج مع البيض). 
داخل العرق الأبيض، كان هناك تقسيم إضافي بين الآريين، الذين يعتبرون النخبة والمثال لكل ما كان رائعًا بشأن العرق الأبيض وغير الآريين.  أخذ غوبينو مصطلح «أري» («أبيض البشرة» أو «نبيل») من أسطورة وعقائد هندية، والتي تصف كيف تم غزو شبه القارة الهندية في وقت ما في الماضي البعيد من قبل الآريين. يعتقد بشكل عام أن هذا الإدعاء يعكس الذكريات الشعبية لوصول الشعوب الهندية الأوروبية إلى شبه القارة الهندية. في القرن التاسع عشر، كان هناك الكثير من الاهتمام العام باكتشاف المستشرقين مثل ويليام جونز للغات الهندية الأوروبية، والتي كانت تظهرت على أن لغات متباعدة وليس لها صلة مثل الإنجليزية، الأيرلندية، الألبانية، الإيطالية، اليونانية، الروسية، السنسكريتية، الهندية، البنغالية، الكردية، الفارسية وما إلى ذلك كلها جزءًا من نفس عائلة اللغات التي يتم التحدث بها عبر شريحة واسعة من أوراسيا من أيرلندا إلى الهند. [بحاجة لمصدر] كانت الكتب المقدسة الهندوسية القديمة مع حكاياتهم عن أبطال الآريين ذات أهمية كبيرة للباحثين الذين حاولوا تتبع أصول الشعوب الهندية الأوروبية. كان غوبينو يساوي اللغة بالعرق ويعتقد خطأً أن الشعوب الهندية الأوروبية كانت مجموعة عرقية وليست مجموعة لغوية. [بحاجة لمصدر]
أعتقد غوبينو أن العرق الأبيض نشأ في مكان ما في سيبيريا والآسيويين في الأمريكتين والسود في إفريقيا.  كان يعتقد أن التفوق العددي للآسيويين أجبر البيض على القيام بهجرة واسعة قادتهم إلى أوروبا والشرق الأوسط وشبه القارة الهندية. حيت تعكس كل من قصص الكتاب المقدس والديانة الهندوسية حول فتوحات الأبطال الآريين ذكريات شعبية عن هذه الهجرة.  بدوره، انقسم البيض إلى ثلاثة أجناس فرعية، وهم الشعوب الحامية والسامية واليافثيون. ويعتبر الشعب الأخير هم الآريين الذين تحدتت عنهم الأساطير الهندوسية وكانوا الأفضل والأعظم من بين جميع البيض. 

## العمل العرقي المميز: مقال عن عدم المساواة بين الأجناس البشرية

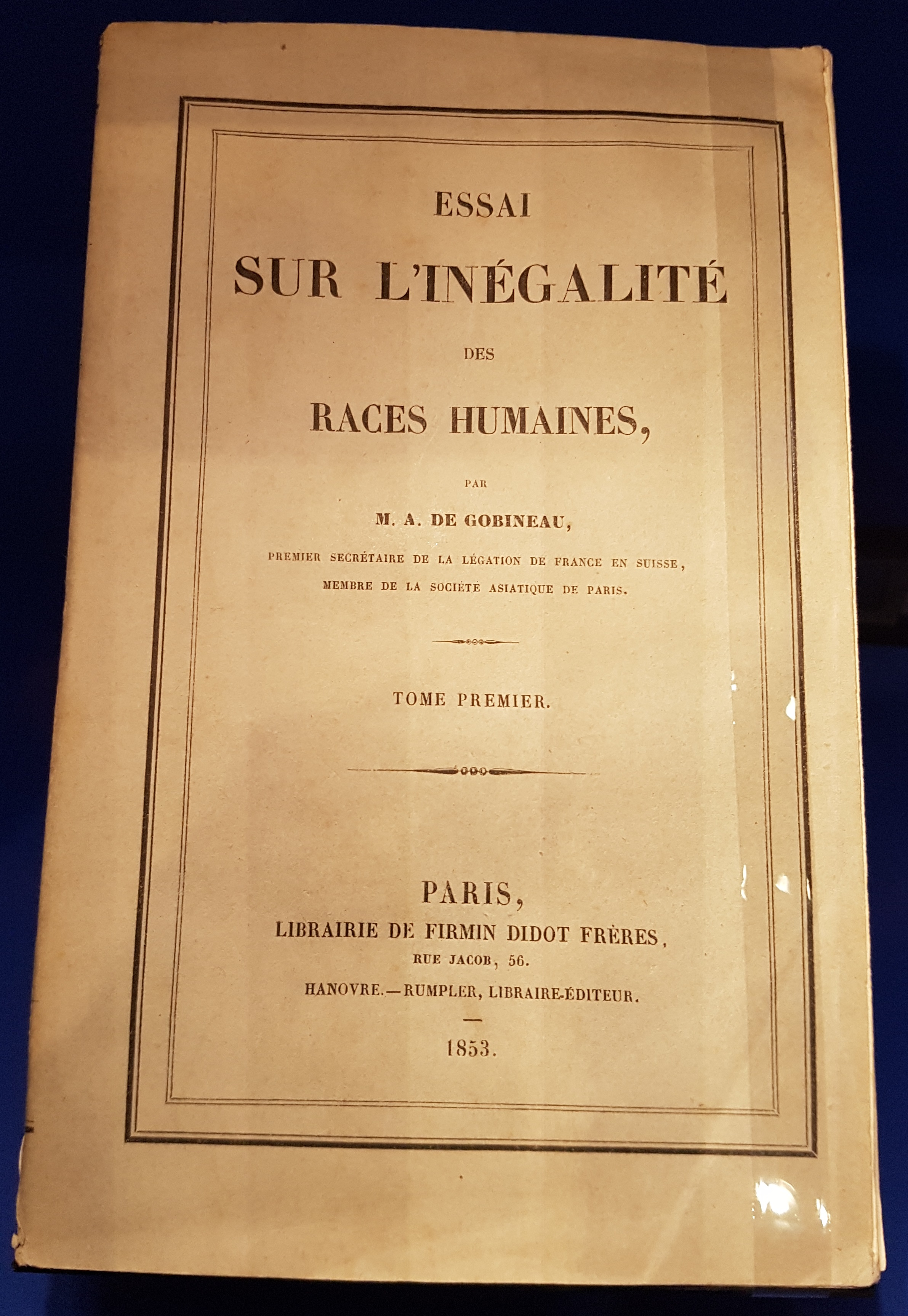
غلاف النسخة الأصلية من مقال عن عدم مساواة الأجناس البشرية

في مقاله عن عدم مساواة الأجناس البشرية ، المنشور في عام 1855، يقبل غوبينو في نهاية المطاف الإعتقاد المسيحي السائدة بأن جميع البشر يتشاركون الأسلاف المشتركين آدم وحواء (أحادية الأصل على عكس تعدد الجنات). يقترح، مع ذلك، أنه «لا شيء يثبت أنه عند التنقيح لعلم الأنساب الأدمي الأول، أن الأجناس الملونة تشكل جزءًا من الأنواع»؛ و «قد نستنتج أن القدرة على إنتاج ذرية خصبة هي من بين علامات الأنواع المميزة. وبما أنه لا شيء يقودنا إلى الاعتقاد بأن الجنس البشري خارج هذه القاعدة، فلا توجد إجابة على هذه الحجة». كما كتب في الأصل أنه نظرًا للمسار السابق للحضارة في أوروبا، فإن تمازج الأجناس بالنسبة للعرق الأبيض كان لا مفر منه وسيؤدي إلى تزايد الفوضى. على الرغم من ادعاءاته بأن البيض كانوا أجمل الأجناس، إلا أنه يعتقد أن النساء الآسيويات والسوداوات يتمتعون بقوة هائلة من الجاذبية الجنسية على الرجال البيض. عندما كان البيض على مقربة من السود والآسيويين، كانت النتيجة دائمًا خطأ في التوليد حيث تم إغواء الرجال البيض من قبل النساء الآسيويات والسودات، على حساب نساء البيض.  على الرغم من أنه لم يكن مهووسًا بمعاداة السامية، فقد رأى غوبينو أن اليهود جديرون بالثناء على قدرتهم على تجنب سوء التهجين بينما يصورهم في نفس الوقت كقوة غريبة أخرى لتحلل أوروبا الآرية. 

 أعتقد غوبينو أن تطور الحضارة في فترات أخرى كان مختلفًا عن حضارته، وتكهن بأن الأجناس الأخرى قد يكون لها صفات فائقة في تلك الحضارات السابقة. لكنه أعتقد أن الحضارة الأوروبية تمثل أفضل ما تبقى من الحضارات القديمة وتحتفظ بأكثر المواصفات المتفوقة القادرة على دعم استمرارية البقاء. ذكر غوبينو أنه كان يكتب عن الأجناس، وليس الأفراد: حيت لم تفند أمثلة الأفراد الموهوبين من السود أو الآسيويين أطروحته عن النقص المفترض في الأجناس السوداء والآسيوية. حيت كتب: 
 لن أنتظر أصدقاء المساواة ليريوني مثل هذه المقاطع في كتب كتبها المبشرين أو قباطنة البحر، الذين يعلنون أن بعض الولوف نجارون جيدون، وبعض هوتينتوت خادام جيدون، وأن الكافر (عرق أفريقي) يرقص ويلعب الكمان، وأن بعض البامبرا يعرف الحساب ... دعونا نترك هذه الأعمال جانباً ونقارن معًا ليس الرجال، ولكن المجموعات. 

 جادل غوبينو بأن العرق كان مصيرًا ، معلنًا بشكل بلاغي: 
 لذا فإن دماغ هورون الهندي الذي يحتوي على شكل غير متطور من الفكر هو نفسه تمامًا مثل دماغ رجل إنجليزي أو فرنسي! لماذا إذن، خلال تعقب العصور، لم يخترع قوة الطباعة أو البخار؟ 

### التركيز على الآريين كعرق متفوق
زعم غوبينو أن الآريين أسسوا الحضارات العشر العظيمة في العالم، كاتباً: «في الحضارات العشر لا يُرى أي عرق أسود على أنه هو البادئ. فقط عندما تختلط مع بعضها البعض، يمكن أن تبدأ حضارة. وبالمثل، لا توجد حضارة عفوية بين الأجناس الصفراء. وعندما يتم استنفاد الدم الآري يحدث الركود» . كما صنف غوبينو، الذي وضع في اعتباره أصله النبيل والفرنكي المفترض، الشعوب الجرمانية على أنهم الآريون في أوروبا.
أعتقد أن الآريين انتقلوا أيضًا إلى الهند وبلاد فارس. استشهد غوبينو بالشعر الملحمي الفارسي الذي يعود إلى العصور الوسطى، والذي كان يعامله على أنه توصيفات دقيقة تمامًا من الناحية التاريخية، جنبًا إلى جنب مع نظرته إلى جمال المرأة الفارسية (التي رآها أجمل امرأة في العالم) ليجادل بأن الفرس كانوا في يوم من الأيام الآريين العظماء، ولكن للأسف كان الفرس قد تزاوجوا كثيرا مع العرب الساميين من أجل مصالحهم الشخصية.  في الوقت نفسه، جادل غوبينو بأنه في جنوب شرق آسيا اختلط السود والآسيويون لخلق الفرع المالاوي.  كما صنف جنوب أوروبا وأوروبا الشرقية والشرق الأوسط وآسيا الوسطى وشمال إفريقيا على أنها مختلطة عرقياً.
كانت أطروحة غوبينو المرجعية هي أن الحضارة الأوروبية تدفقت من اليونان إلى روما، ثم إلى الحضارة الجرمانية والحالية. كان يعتقد أن هذا يتوافق مع الثقافة الهندوأوروبية القديمة، التي فهمها خطاً علماء الأنسان في وقت سابق على أنها «الآرية» - وهو مصطلح لم يستخدمه سوى الإيرانيون الهنود في العصور القديمة. وشمل ذلك مجموعات مصنفة حسب لغة مثل السلت والسلاف والألمان. وسرعان ما بدأ غوبينو باستخدام وحجز مصطلح الآرية فقط من أجل «العرق الألماني» ووصف الآريين بأنهم العرق الجرماني. من خلال القيام بذلك، قدم نظرية عنصرية كان فيها الآريون - أي الألمان - مثال لكل ما هو إيجابي.
وصف غوبينو الآريين بأنهم أشداء البنية للغاية وطويلون للغاية. يتميزون بالذكاء والقوة الهائلة، ووهبوا طاقة لا تصدق، وإبداع كبير في الفنون وحب للحرب.  مثل العديد من العنصريين الآخرين، اعتقد أن مظهر المرء يحدد ما يفعله، أو بعبارة أخرى، أن الناس الجميلون خلقوا فنًا جميلًا بينما خلق الناس القبيحون فنًا قبيحًا. 
وعزا الكثير من الاضطرابات الاقتصادية الحاصلة في فرنسا إلى تلوث الأجناس. أنهى غوبينو مقاله مع توقع أن الإمبراطورية الروسية «الآسيوية» ستصبح قريبًا القوة المهيمنة في أوروبا. وبعدها ستتفوق عليها الصين، بمجرد تحديث تلك الدولة، وسيتغلب الصينيون على أوروبا.  حذر غوبينو توكفيل من «الرغبة الكبيرة في انفتاح الصين» حيث يجب على الفرنسيين «أن يدرسوا بعناية عواقب مثل هذه الصداقة». 
على الرغم من فخره بكونه فرنسيًا ، غالبًا ما هاجم غوبينو العديد من جوانب الحياة الفرنسية في ظل الجمهورية الثالثة على أنها تعكس «الانحطاط الديمقراطي» - وهي الفوضى التي اعتقد أنها تنتج عندما تمنح الجماهير الغوغائية القوة السياسية - مما يعني أن النظرة النقدية لغوبينو اتجاه فرنسا كانت مختلطة للغاية.  إن ازدرائه للناس العاديين ينبثق من رسائله، حيث كان مصطلحه المفضل للعامة هو («الوحل la boue»).  شكك غوبينو في الاعتقاد بأن الأجناس السوداء والصفراء تنتمي إلى نفس الأسرة البشرية مثل العرق الأبيض وتشترك في سلف مشترك. لم يدرس غوبينو ليصبح رجل دين أو علمانيًا، وكان يكتب قبل الانتشار الشعبي للنظرية التطورية، معتبراً الكتاب المقدس الراوي الصحبح لتاريخ البشري.

### ردة الفعل على مقال غوبينو
اجتذب المقال مراجعات سلبية أكثر الأحيان من قبل النقاد الفرنسيين، والتي استخدمها غوبينو كدليل على صحة نظرياته العرقية، كتباً «الفرنسيين، الذين هم دائمًا على استعداد لتدمير أي شيء - من الناحية المادية - والذين لا يحترمون أي شيء، سواء في الدين أو السياسة، كانوا دائما أعظم جبناء العالم في مسائل العلم».  في وقت لاحق من حياته، مع انتشار الحضارة البريطانية والأمريكية ونمو ألمانيا، غير رأيه ليعتقد أنه يمكن إنقاذ العرق الأبيض. جادل المؤرخ الأمريكي الألماني المولد جورج موس أن غوبينو طبق كل خوفه وكراهيته من الطبقة الوسطى والطبقة العاملة الفرنسية على الآسيويين والسود. 
و إختصارًا لحجة موس، جادل ديفيز أن: «خدمة مصالح ذاتية، ومادية استشراقية للمقال كانت حقا عبارة عن صورة مضادة للرأسمالية متمثلة في كنز الطبقة الوسطى الفرنسية للمال» بينما «الزنجي صاحب الهوى، الغير ذكي والعنيف» الذي صوره غوبينو في مقاله كان كاريكاتورًا أرستقراطيًا للفقراء الفرنسيين.  في كتاباته عن الفلاحين الفرنسيين، أصر غوبينو بشكل مميز في العديد من الحكايات، على أساس الخبرة الشخصية، أن المزارعين الفرنسيين كانوا فظين، وأشخاص خام غير قادرين على التعلم، بل حتى أي نوع من التفكير الذي يتجاوز المستوى البدائي. كما كتبت الناقدة الأمريكية ميشيل رايت، «قد يعيش الفلاح في الأرض، لكنه بالتأكيد ليس جزءًا منها».  وأشار رايت كذلك إلى التشابه الواضح للغاية بين صورة غوبينو للفلاحين الفرنسيين ورؤيته للسود. 

### تواجده في بلاد فارس
في عام 1855، غادر غوبينو باريس ليصبح السكرتير الأول للمفوضية الفرنسية في طهران، بلاد فارس (إيران الحديثة). تمت ترقيته إلى القائم بالأعمال في العام التالي.  لعب تاريخ بلاد فارس واليونان أدوارًا بارزة في مقال غوبينو وبالتالي أراد أن يرى كلا المكانين بنفسه.  كانت مهمته إبقاء بلاد فارس خارج نطاق النفوذ والثأتير الروسي، لكنه كتب بسخرية: «إذا اتحد الفرس ... مع القوى الغربية، فسوف يسيرون ضد الروس في الصباح، وسيهزمونهم في الظهر وسيصبحوا حلفاءهم في المساء».  لم يكن وقت غوبينو خاضعًا لواجباته الدبلوماسية، وقضى بعض الوقت في دراسة النصوص المسمارية القديمة وتعلم اللغة الفارسية. أصبح يتحدث «العامية الفارسية» الشيء الذي سمح له بالتحدث إلى حد ما مع الفرس. (لم يكن أبدا يجيد اللغة الفارسية كما ادعى)  وعلى الرغم من وجود بعض الحب للفرس، صدم غوبينو من أن الفرس لم يكونوا عنصرين بحيت كانوا على استعداد لقبول السود على قدم المساواة. وانتقد المجتمع الفارسي لكونه «ديمقراطيًا».
رأى غوبينو أن بلاد فارس هي أرض بلا مستقبل معرضة للغزو من قبل الغرب عاجلاً أم آجلاً. بالنسبة له كانت هذه مأساة للغرب. وأعرب عن اعتقاده بسهولة حدوث زيجات بين الفرس والأروبيين مما يتسبب في المزيد من تمازج الأجناس وزيادة «إفساد» الغرب.  ومع ذلك، كان مهووسًا ببلاد فارس القديمة، حيث رأى في البلاد الأخمينية حضارة آرية عظيمة ومجدًا، ذهب الآن للأسف. هذا الأمر شغله لبقية حياته.  أحب غوبينو زيارة أنقاض الفترة الأخمينية حيث كان عقله ينظر إلى الوراء بشكل أساسي، مفضلاً التفكير في أمجاد الماضي بدلاً من ما رآه حاضرًا كئيبًا وحتى مستقبلًا أكثر قتامة. 
ألهم وقته في بلاد فارس كتابين: Mémoire sur l'état social de la Perse actuelle") 1858") («بحت في الحالة الاجتماعية لبلاد فارس اليوم») و Trois ans en Asie")1859") («ثلاث سنوات في اسيا»). 
كان غوبينو أقل مجاملة حول بلاد فارس الحديثة. كتب إلى بروكيش-أوستن أنه لم يكن هناك «عرق فارسي» لأن الفرس المعاصرين كانوا «سلالة مختلطة الرب وحده يعلم من ماذا!». كان يحب بلاد فارس القديمة باعتبارها الحضارة الآرية العظيمة بامتياز، ومع ذلك، لاحظ أن إيران تعني «أرض الآريين» باللغة الفارسية.  كان غوبينو أقل تركيزًا على أوروبا مما قد يتوقعه المرء في كتاباته عن بلاد فارس، معتقدًا أنه يمكن إرجاع أصول الحضارة الأوروبية إلى بلاد فارس. وانتقد العلماء الغربيين على «الغرور الجماعي» لعدم قدرتهم على الاعتراف بديون الغرب «الضخمة» لبلاد فارس. 

### يوشيا سي نوت وهنري هوتزي

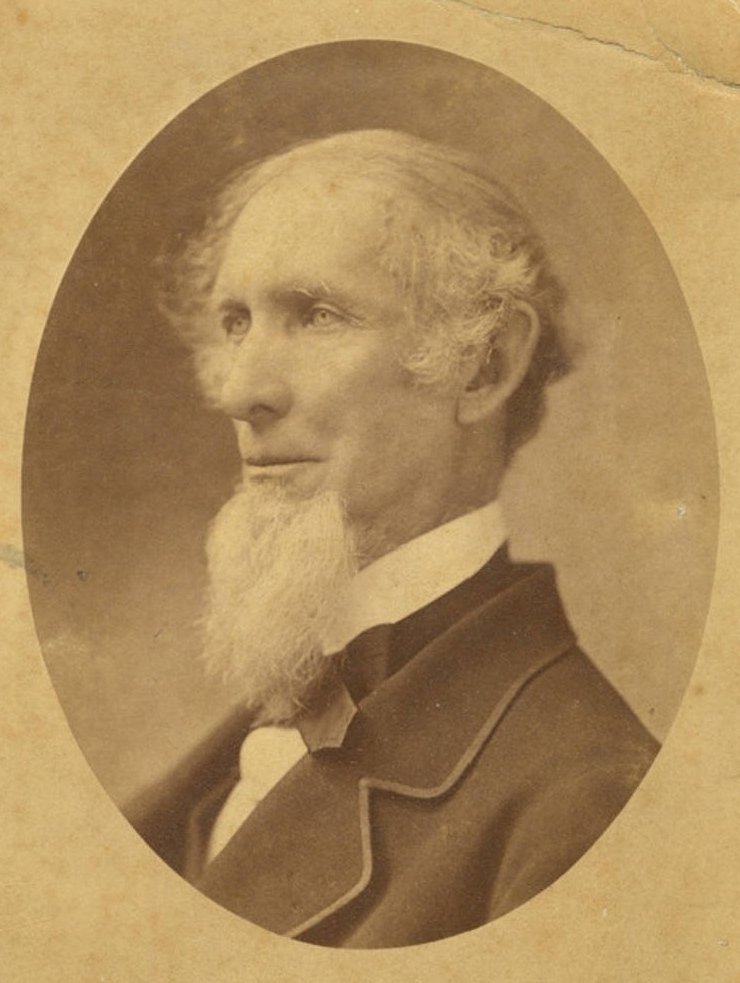
يوشيا سي نوت

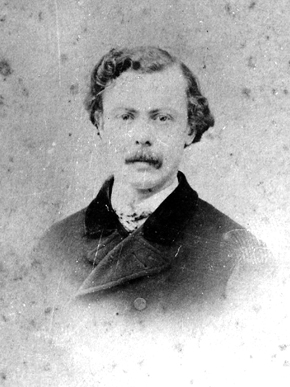
هنري هوتزي

في عام 1856، قام "عالمان عرقيان أمريكيان، وهما جوشيا سي نوت وهنري هوتزي، وكلاهما متعصبان ويؤمنان بتفوق البيض، بترجمة مقال غوبينو " مقال حول عدم المساوات بين الأجناس البشرية Essai sur l'inégalité des races humenses" إلى اللغة الإنجليزية. لقد وجد مناصرو الإسترقاق في كتابات غوبينو المعادية للسود تبريراً مناسباً لـ "المؤسسة الغربية".  وجد نوت وهوتز الكثير ليوافقوا عليه في المقال مثل: "الزنجي هو الأكثر تواضعًا وتأخرًا في أسفل المقياس. الطابع الحيوان مطبوع على علامات جبينه ومصيره منذ لحظة وعيه ".  أحس غوبينو بالانزعاج الشديد، عندما قام نوت وهوتزي بإختصار المجلد الأول من المقال من 1600 صفحة في المطبوع الأصلي الفرنسي إلى 400 في اللغة الإنجليزية.  على الأقل جزء من السبب في ذلك كان بسبب صورة غوبينو المعادية للأمريكيين. حيت أعلن غوبينو رأيه بخصوص الناس البيض الأمريكيين : 
 إنهم مجموعة مختلطة للغاية من أكثر الأجناس المتدهورة في أوروبا القديمة. هم بشر متشرِدون من جميع الأعمار: الأيرلنديون والألمان المهجنين والفرنسيين والإيطاليين من خزانٍ أكثر إثارة للشكوك. إن الخلط بين جميع هذه الأصناف العرقية المتحللة سيؤدي حتما لا محالة إلى مزيد من الفوضى العرقية. هذه الفوضى ليست بأي حال من الأحوال غير متوقعة أو جديدة : لن تنتج أي خليط عرقي آخر لم يتم بالفعل، أو لا يمكن تحقيقه في قارتنا. لن ينتج عنه أي شيء على الإطلاق، وحتى عندما تنضم إلينا في الجنوب المجموعات العرقية الناتجة عن الاتحادات اللانهائية بين الألمان والأيرلنديين والإيطاليين والفرنسيين والأنجلوسكسونيين بعناصر عرقية تتكون من جوهر هندي وزنجي وإسباني وبرتغالي، لا يمكن تخيل أن أي شيء يمكن أن ينتج عن مثل هذه التجانسات الرهيبة، ولكن تجاور غير مترابط بين أكثر أنواع الناس انحطاطًا.  
 تمت إزالة المقاطع المحرجة للغاية من هذه النوعية من "التنوع الأخلاقي والفكري للأجناس"، (عنوان مقال غوبينو باللغة الإنجليزية). احتفظت نوت وهوتزي فقط بالأجزاء المتعلقة بالنقص المتأصل في السود.  وبالمثل، استخدموا غوبينو كوسيلة لمحاولة إثبات أن أمريكا البيضاء كانت في خطر قاتل على الرغم من حقيقة أن معظم السود الأمريكيين كانوا عبيدًا في عام 1856. جادل "علماء العرق" على أسس المقال التي تفيد أن السود كانوا في الأساس نوع من الحيوانات الشريرة، بدلاً من كون أصلهم بشر، وسيشكلون دائمًا خطرًا على البيض.  من جهة أخرى هناك مقاطع من المقال حيث أعلن غوبينو أنه على الرغم من ضعف الذكاء، فإن السود لديهم مواهب فنية معينة وأن عددًا قليلاً من زعماء القبائل الأفارقة "الاستثنائيين" ربما يكون لديهم معدل ذكاء أعلى من أولئك الأغبياء البيض، هذا الإدعاء لم يتم تضمينه في النسخة الأمريكية. بحيت لم يكن نوت وهوتزي يريدون تضمين أي شيئٍ قد يمنح السود صفات إنسانية رائعة.  أبعد من ذلك، زعموا أن الأمة والعرق متماثلان، وأن تكون أمريكيًا يعني أن يكون أبيض.  وعلى هذا النحو، جادل المترجمون الأمريكيون في مقدمتهم أنه تمامًا كما حدث في أوروبا حيث مزقت الدول الأوروبية المختلفة بسبب النزاعات الوطنية المبنية على إختلاف "الأجناس" التي تعيش معًا، وبالمثل إنهاء العبودية ومنح الجنسية الأمريكية للسود سيؤدي إلى نفس النوع من الصراعات، ولكن هذه المرة على نطاق واسع داخل الولايات المتحدة. 

### تواجده في نيوفاوندلاند
في عام 1859، أدى خلاف أنجلو فرنسي على حقوق الصيد الفرنسية على الساحل الفرنسي لنيوفاوندلاند إلى إرسال لجنة أنجلو فرنسية إلى نيوفاوندلاند لإيجاد حل للنزاع. كان غوبينو أحد المفوضين الفرنسيين الذين تم إرسالهم إلى نيوفاوندلاند، وهي تجربة سجلها لاحقًا في كتابه عام 1861 («رحلة إلى نيوفاوندلاند» " Voyage à Terre-Neuve"). في عام 1858، حاول وزير الخارجية الكونت ألكسندر كولونا-والويسكي إرسال غوبينو إلى المفوضية الفرنسية في بكين. ولكن غوبينو اعترض على ذلك بناءً على أنه «أوروبي متحضر» لم يكن ليرغب في الذهاب إلى دولة آسيوية مثل الصين.  وكعقاب له، أرسل والويسكي غوبينو إلى نيوفاوندلاند، ليخبره أنه سيتم طرده من وزارة الخارجية إذا رفض التعيين في نيوفاوندلاند. 

كره غوبينو نيوفاوندلاند، فكتب إلى صديق في باريس في 26 يوليو 1859: «هذه أرض مروعة. الجو بارد جدا، وهناك ضباب دائم تقريبا، ويبحر المرء بين قطع الجليد العائم ذي الحجم الكبير.»  وخلال إقامته في سانت جونز، وهي مدينة يسكنها إلى حد كبير المهاجرون الايرلنديون، نشر غوبينو تقريبا كل إشاعة مبتذلة ضد الأيرلنديبن في تقاريره إلى باريس. وذكر أن الإيرلنديين في سانت جون كانوا فقراء للغاية، وغير منضبطين، ومتامرين، وعنيدين، وغير أمينين، وصاخبين، وعنيفين، وعادة ما يكونون في حالة سكر.  وصف العديد من مستوطنات الصيد النائية التي زارها بعبارات مثالية، مشيدًا بها كأمثلة على كيف يمكن لقلة من الناس المتشددين والقاسيين أن يكسبوا رزقهم في ظل ظروف غير مضيافة للغاية.  ثناء غوبينو على صيادي نيوفاوندلاند يعكس وجهة نظره بأن أولئك الذين عزلوا أنفسهم عن المجتمع يحافظون على نقائهم العنصري بشكل أفضل.  وعلى الرغم من احتقاره المعروف للناس العاديين، وصف صيادي نيوفاوندلاند الذين قابلهم «أفضل الرجال الذين رأيتهم في العالم».  لاحظ غوبينو أنه في هذه المستوطنات الساحلية النائية، لم يكن هناك رجال شرطة حيث لم تكن هناك جريمة، واستمر في الكتابة: 
 أنا لست آسفًا لأنني رأيت مرة واحدة في حياتي نوعًا من اليوتوبيا. [...] مناخ متوحش وبغيض، بادية ممنوعة، الاختيار بين الفقر والعمل الشاق الخطير، عدم وجود تسلية، لا ملذات، لا مال، الثروة والطموح شيء مستحيل بنفس القدر - ولا يزال، لكل هذا، نظرة مرحة، نوع من الرفاه المحلي من النوع الأكثر بدائية. [...] ولكن هذا ما ينجح في تمكين الرجال من الاستفادة من الحرية الكاملة والتسامح مع بعضهم البعض. 

## العمل الوزاري

### وزير مبتعث إلى بلاد فارس
في عام 1861، عاد غوبينو إلى طهران بصفته الوزير الفرنسي  وعاش أسلوب حياة متواضع وزاهد. وسرعان ما أصبح مهووسًا ببلاد فارس القديمة. ومع الوقت خرج هذا عن نطاق السيطرة حيث سعى لإثبات أن بلاد فارس القديمة أسسها الآريون المعجب بهم كثيرًا ، مما دفعه إلى الانخراط في ما وصفه إيروين بنظريات "مشوشة" حول تاريخ بلاد فارس.  في عام 1865، نشر غوبينو كتابًا بعنوان (الأديان والفلسفات في آسيا الوسطى Les religions et les philosophies dans l'Asie centrale ")، وهو سرد لرحلاته في بلاد فارس وملاحظاته حول مختلف الطوائف الإسلامية الباطنية التي اكتشف أنها تمارس في بادية بلاد فارس.  قاده تصوره العقلي الغامض إلى أن يرى في بلاد فارس ما أسماه ("متعة معينة un certain plaisir ") كما لم يشعر في أي مكان آخر في العالم بنفس نوع الفرح الذي شعر به عند مشاهدة أطلال بلاد فارس. 
كان لدى غوبينو رأي معادي عن الإسلام، والذي أعتبره دين العرب. والعرب جزءٌ من «العرق السامي»، على عكس الفرس الذين قادته لغتهم الهندوأوروبية إلى رؤيتهم على أنهم آريون.  يعتقد غوبينو أن الإسلام الشيعي كان جزءًا من «ثورة» من قبل الفرس الآريين ضد العرب الساميين، حيث كان يرى صلة وثيقة بين الإسلام الشيعي والقومية الفارسية.  تم تشويه فهمه لبلاد فارس. حيت كان يعتقد خطأً أن الشيعة موجودون في بلاد فارس فقط، وأن الإمام علي عند الشيعة أكثر تبجيلًا من النبي محمد (ص). ولم يكن على علم أيضا بأن الإسلام الشيعي أصبح دين الدولة في بلاد فارس فقط في ظل دولة الصفويين.  استنادًا إلى نظرته الخاصة، يعتقد غوبينو أن الفرس لم يدينون حقًا بالإسلام، مع كون التدين غطاء على مجتمع لا يزال يحتفظ بالعديد من سمات ما قبل الإسلام.  وصف غوبينو أيضًا الاضطهاد الوحشي لأتباع البابية والدين الجديد للعقيدة البهائية من قبل الدولة الفارسية، والتي عقدت العزم على إعتماد الإسلام الشيعي كدين الدولة.  وافق غوبينو على اضطهاد البابيين. كتب أنهم كانوا «شيوعيين حقيقيين» و «داعمين حقيقيين ونقيين للاشتراكية»، وأنهم خطيرون على كل مستوى مثلهم مثل الاشتراكيين الفرنسيين. وافق على أن النظام الفارسي كان على حق في القضاء على البهائية.  كان غوبينو من أوائل الغربيين الذين قاموا بفحص الطوائف الباطنية في بلاد فارس. على الرغم من أن عمله كان مميزًا، إلا أنه أثار اهتمام العلماء بجزء من بلاد فارس تم تجاهله من قبل الغربيين حتى ذلك الحين.  كانت إيجادته للفارسية متوسطة، وكانت لغته العربية أسوأ. ونظرًا لوجود عدد قليل من المستشرقين الغربيين الذين يعرفون اللغة الفارسية، تمكن غوبينو من تمرير نفسه لعقود باعتباره مستشرقًا بارزًا عرف بلاد فارس كما لم يعرفها أي شخص آخر. 

#### انتقاد عمل غوبينو الفارسي
فقط مع دراسته لبلاد فارس القديمة، تعرض غوبينو لانتقادات من العلماء.  نشر كتابين عن بلاد فارس القديمة، 1858 ("قراءات النصوص المسمارية Lectures des textes cunéiformes) و 1864 («دراسة الشظايا المسمارية Traité des écrisions cunéiformes»).  كتب إيروين: "المقالة الأولى خاطئة، لكن يزال فيها شيء من العقلانية؛ أما العمل الثاني المتأخر والأطول من ذلك بكثير فيظهر العديد من علامات التشويش الذي من المحتمل أن يثير أهتمام أولئك الذين يهتمون بكتب دراسة الغيبيات".  إحدى المشاكل الرئيسية في نهج غوبينو لترجمة النصوص المسمارية لبلاد فارس القديمة هو أنه فشل في فهم التغيير اللغوي وأن الفارسية القديمة ليست هي نفس اللغة الفارسية الحديثة.  قوبلت كتبه باستقبال عدائي من العلماء الذين جادلوا بأن غوبينو لم يفهم ببساطة النصوص التي كان يزعم ترجمتها. 
لم تنشر الجريدة الأسيوية مقال غوبينو الذي يحاول فيه دحض منتقديه، حيث كان على المحررين أن يخبروه بأدب أن مقالته كانت «غير قابلة للنشر» حيث كانت مليئة بالمزاعم «السخيفة» والإساءة من خلال الوصف الجسدي لمنتقديه.  خلال زيارته الثانية إلى بلاد فارس، قضى غوبينو الكثير من الوقت في العمل كعالم آثار هاوٍ وجمع مواد لما كان سيصبح («دراسة الشظايا المسمارية Traité des écrisions cunéiformes»)، وهو الكتاب الذي سيطلق عليه إروين اسم «نصب تذكاري لتعلم الجنون».  كان غوبينو دائمًا فخورًا به جدًا، حيث رأى الكتاب على أنه عمل ضخم ينافس المقال.  غالبًا ما سافر غوبينو من طهران إلى الإمبراطورية العثمانية لزيارة أطلال دور شاروكين في خورزاد، بالقرب من الموصل في شمال العراق الآن.  وأطلال خورس آباد الأشورية، التي بناها الملك سارجون الثاني عام 717 قبل الميلاد، لكن غوبينو قرر أن الأطلال كانت فارسية بالفعل وبناها داريوس الكبير بعد حوالي مائتي عام من ذاك التاريخ. 

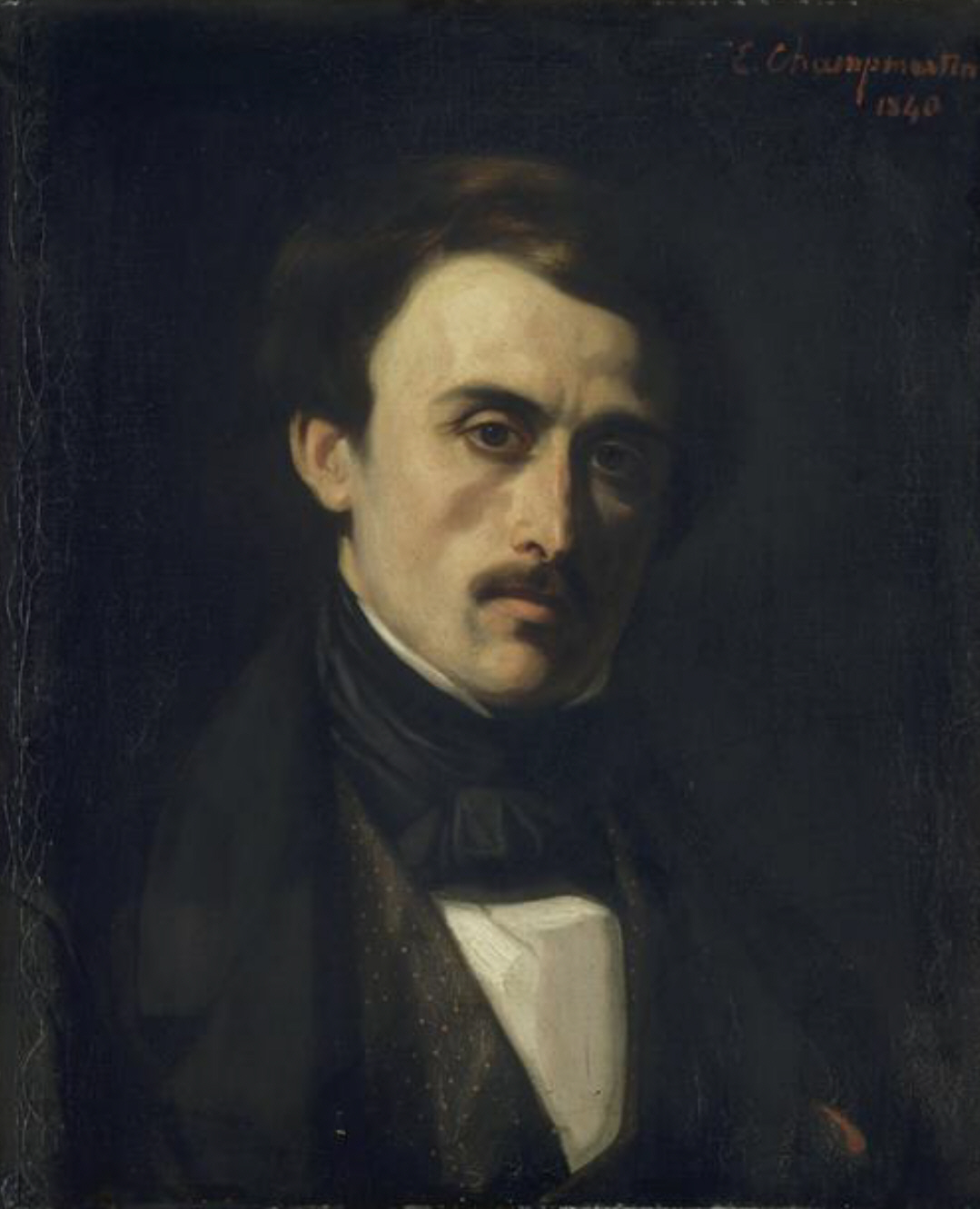
اعتبر عالم الآثار الفرنسي بول إميل بوتا أعمال غوبينو الفارسية هراء.

نشر عالم الآثار الفرنسي بول إميل بوتا مراجعة لاذعة عن كتاب («دراسة الشظايا المسمارية Traité des écrisions cunéiformes») في الجريدة الأسيوية. مفيداً أن النصوص المسمارية في دور شاروكين كانت أكادية، وأن غوبينو لم يكن يعرف ما كان يتحدث عنه، وأن السبب الوحيد الذي دفعه إلى كتابة المراجعة هو إثبات أنه أهدر وقته في قراءة الكتاب.  بينما ضغط غوبينو بإصرار من أجل أطروحته، اضطر المستشرق الفرنسي الرائد، يوليوس فون موهل من الجمعية الأسيوية، للتدخل في النزاع ليجادل بأن نظريات غوبينو، كانت إلى حد كبير تعتمد على الأعداد والنظريات الغامضة الأخرى، وتفتقر إلى «الدقة العلمية»، وكان أكثر ما يمكن أن يقوله هو أنه أعجب بـ «فن» أطروحة غوبينو. 
استمرارًا في هاجسه الفارسي، نشر غوبينو («تاريخ الفرس Histoire des Perses») في عام 1869.  ولم يحاول التمييز بين التاريخ الفارسي والأساطير التي تحكي عن شاهنامه وكوش ناما (قصيدة من القرن الثاني عشر تقدم قصة أسطورية لاثنين من الأباطرة الصينيين) التي أعتبرها روايات واقعية وموثوقة لتاريخ بلاد فارس القديم.  على هذا النحو، بدأ غوبينو تاريخه من خلال تقديم الفرس على أنهم الآريون الذين وصلوا إلى بلاد فارس من آسيا الوسطى وغزو عرق العمالقة المعروفين باسم الدِيوز.  أضاف غوبينو نظرياته العرقية الخاصة به إلى تاريخ الفرس، موضحًا كيف خطط سيروس الكبير لهجرة الآريين إلى أوروبا مما جعله مسؤولًا عن «عظمة» أوروبا في العصور الوسطى.  بالنسبة لغوبينو، كان كورش العظيم أعظم قائد في التاريخ، وكتب: «مهما كنا نحن، كفرنسيين، إنجليز، ألمان، أوروبيين من القرن التاسع عشر، فإن إلى كورش نحن مدينون»، مطلقاً على كورش لقب «أعظم الرجال العظماء في كل تاريخ البشرية». 

### وزير مبتعث إلى اليونان
في عام 1864، أصبح غوبينو الوزير الفرنسي المبتعث لليونان.  خلال الفترة التي قضاها في أثينا، أعتبر أثينا بالإضافة إلى طهران المدن الوحيدة التي تمركز فيها ونالت إعجابه، قضى وقته في كتابة الشعر وتعلم النحت عندما لم يكن يسافر مع إرنست رينان في الريف اليوناني بحثًا عن الآثار.  أغوى غوبينو شقيقتين في أثينا، زوي وماريكا دراجوميس، اللتين أصبحتا عشيقتيه؛ وقد ظلت زوي تراسله مدى الحياة.  مهما كان حماسه كبيرًا لليونان القديمة، كان غوبينو أقل ألفةً مع اليونان الحديثة. وكتب أنه بسبب سوء التكوين، خسر الشعب اليوناني دم الآرية المسؤول عن «المجد الذي كانت عليه اليونان». والآن أصبح لدى اليونانيين الآن خليط من الدم العربي والبلغاري والتركي والصربي والألباني. 

 في عام 1832، على الرغم من استقلالها الاسمي، أصبحت اليونان محمية أنجلو-فرنسية-روسية مشتركة. على هذا النحو، كان للوزراء البريطانيين والفرنسيين والروس في أثينا السلطة النظرية لمواجهة أي قرار صادر عن مجلس الوزراء اليوناني. نصح غوبينو مرارًا وتكرارًا بأن لا تمارس فرنسا هذه السلطة، وكتبت اليونان هي "الدليل الحزين والحيوي على عدم الكفاءة والغطرسة الأوروبيين". وهاجم المحاولة البريطانية لجلب ديمقراطية وستمنستر إلى اليونان باعتبارها تؤدي إلى "الإنحطاط الكامل لأرض بربرية"، بينما كان الفرنسيون مذنبين في تعريفهم للإغريق على "غالبية إنتاجات الفكر الفولتيري "  وحول " القضية الشرقي "، نصح غوبينو ضد الدعم الفرنسي لفكرة ميغالي اليونانية، كاتباً أن اليونانيين لا يمكنهم استبدال الإمبراطورية العثمانية، وحتى إذا كان ينبغي استبدال الإمبراطورية العثمانية بيونان أكبر، فإن روسيا وحدها هي التي ستستفيد.  نصح غوبينو باريس: 
 لن يسيطر اليونانيون على الشرق، ولا حتى الأرمن ولا السلاف أو أيٍ من السكان المسيحيين، وفي الوقت نفسه، وحتى لو جاء آخرون - حتى الروس، الأكثر شرقية منهم جميعًا - لا يمكنهم إلا الخضوع إلى التأثيرات الضارة لهذا الوضع الفوضوي. [...] بالنسبة لي [...] ليس هناك قضية شرقية، وإذا كان لي شرف أن أكون حاكما قوي، يجب أن لا أقلق نفسي بعد الآن من التطورات في هذه المناطق ".  
 في ربيع عام 1866، تمرد المسيحيون اليونانيون ضد الإمبراطورية العثمانية في جزيرة كريت. وصل ثلاثة مبعوثين إلى أثينا ليطلبوا من غوبينو الدعم الفرنسي للانتفاضة، قائلين إنه من المعروف جيدًا أن فرنسا كانت نصير للعدالة وحقوق "الدول الصغيرة".  بينما كانت فرنسا منخرطة بشدة في الحرب في المكسيك، أبلغ غوبينو، متحدثًا بالنيابة عن نابليون الثالث، الكريتيين بعدم توقع دعم من فرنسا - كانوا بمفردهم في مواجهة الإمبراطورية العثمانية.  لم يكن لديه أي تعاطف مع رغبة اليونان في تحرير مواطنيهم الذين يعيشون تحت الحكم العثماني، فكتب إلى صديقه أنتون فون بروكش أوستن، حيث أشار: "إنه نزاع همجي ضد آخر". 

#### الإستدعاء إلى فرنسا نتيجة الانتفاضة الكريتية
وصف غوبينو الانتفاضة الكريتية بأنها «مجسم متناسق من الأكاذيب والفساد والوقاحة التي شوهدت منذ ثلاثين عاما».  خلال الانتفاضة، انضم أكاديمي فرنسي شاب أسمه غوستاف فلورينس، الذي اشتهر بدعمه الحماسي للقضايا اليبرالية، إلى الانتفاضة الكريتية وذهب إلى أثينا في محاولة لإقناع الحكومة اليونانية بدعمها.  أظهر غوبينو بشكل غير حكيم مرسلات دبلوماسية لفلورينس من باريس تظهر أن الحكومتين الفرنسية واليونانية غير راغبتين في الإساءة إلى العثمانيين من خلال دعم الانتفاضة الكريتية، والتي سربها فلورينس بعد ذلك إلى الصحافة.  بعدها تلقى غوبينو أوامر من نابليون الثالث لإسكات فلورينس.  في 28 مايو 1868، بينما كان فلورينس في طريقه للاجتماع مع الملك جورج الأول، تم اعتراضه من قبل غوبينو الذي قبض عليه بواسطة حراس البعثة، وقيد بالسلاسل وحمِّل على أول سفينة فرنسية متجهة إلى مرسيليا.  بعد ذلك أصبحت قضية فلورنس "L'affaire Flourens" شهيرة في فرنسا وكتب عنها الروائي فيكتور هوجو يدين غوبينو في مقال رأي في لو تريبيوت في 19 يوليو 1868 على الطريقة الغادرة التي يعامل بها فرنسي يناضل من أجل الحرية اليونانية.  مع إدانة الرأي العام الفرنسي للوزير في أثينا على نطاق واسع، تم استدعاء غوبينو إلى باريس بشكل مخزي. 

### وزير مبتعث إلى البرازيل
في عام 1869، تم تعيين غوبينو الوزير الفرنسي المبتعث إلى البرازيل.  في ذلك الوقت، لم تكن فرنسا والبرازيل تقيمان علاقات دبلوماسية على مستوى السفراء، بل كانتا فقط يبتعثا الوزراء المفوضين. كان غوبينو غير سعيدًا لأن وزارة الخارجية أرسلته إلى البرازيل، التي اعتبره منصب غير ذي أهمية.  هبط غوبينو في ريو دي جانيرو خلال فترة الكرنفال الحماسي الساخب، الذي اشمئز منه. منذ تلك اللحظة، كره البرازيل، والتي اعتبرها مكانًا متخلفاً ومعقلاً للأمراض وغير صحية. كان يخشى الوقوع ضحية للحمى الصفراء التي قضت على سكان البرازيل على أساس منتظم.  الشيء الوحيد الذي أسعده عندما هبط في ريو هو رؤية الرقيق السود الذين تحمل ظهورهم ندوب الجَلد يقومون بتفريغ أمتعته.  كانت مهام غوبينو الرئيسية خلال فترة وجوده في البرازيل من مارس 1869 إلى أبريل 1870 هي المساعدة في التوسط لإنهاء حرب الباراجواي وطلب تعويض بعد أن نهبت القوات البرازيلية المفوضية الفرنسية في أسونسيون. والذي حصل عليه ونجح بنفس القدر في التفاوض على معاهدة تسليم المجرمين بين الإمبراطورية الفرنسية وإمبراطورية البرازيل. أسقط تلميحات للإمبراطور بيدرو الثاني بأن الرأي العام الفرنسي كان يفضل تحرير العبيد في البرازيل.  بما أن العبودية كانت أساس اقتصاد البرازيل، وأن البرازيل كان لديها أكبر عدد من العبيد في الأمريكتين، كان بيدرو الثاني غير راغب في إلغاء العبودية في ذاك الوقت.
نظرًا لأن معظم البرازيليين لديهم مزيج من أصول برتغالية وإفريقية وهندية، رأى غوبينو الشعب البرازيلي، الذي كرهه، على أنه يؤكد نظرياته حول مخاطر سوء التجانس.  وكتب إلى باريس أن البرازيليين كانوا «شعبًا مختلطً بالكامل، فاسد الدم والروح، قبيحًا بشكل مخيف ... لا يوجد برازيلي واحد لديه دم نقي بسبب نمط الزواج بين البيض، الهنود والزنوج على نطاق واسع أن الفروق التي الدقيقة التي لا تذكر في اللون غير محدودة، مما يسبب انحطاطًا بين الطبقات الدنيا والعليا أيضًا».  وأشار إلى أن البرازيليين «لا يعملون بجد ونشاط ولا بشكل إنتاجي».  وبناءً على كل هذا، توصل غوبينو إلى استنتاج مفاده أن الحياة البشرية ستتوقف في البرازيل خلال الـ 200 عام القادمة بسبب «التفسخ الجيني». 
لم يحظى غوبينو بشعبية في البرازيل. تُظهر رسائله إلى باريس ازدرائه الكامل للجميع في البرازيل، بغض النظر عن جنسيتهم، (باستثناء الإمبراطور بيدرو الثاني) مع أكثر كلماته اللعينة الموجهة للبرازيليين.  كتب عن البرازيل: «الجميع هنا قبيحون ، قبيحون بشكل لا يصدق، مثل القرود».  كان صديقه الوحيد خلال فترة وجوده في ريو الإمبراطور بيدرو الثاني، الذي أشاد به غوبينو كزعيم حكيم وعظيم، مشيرًا إلى عينيه الزرقاء وشعره الأشقر كدليل على أن بيدرو كان آريًا.  حقيقة أن بيدرو كان من منزل براغانزا ترك غوبينو متأكدا أنه ليس لديه دم أفريقي أو هندي. كتب غوبينو: «باستثناء الإمبراطور لا يوجد أحد في هذه الصحراء المليئة باللصوص» الذي يستحق الصداقة. 
نتيجت مواقف غوبينو أتجاه الشعب البرازيلي قضى معظم وقته في نزاع مع النخبة البرازيلية. في عام 1870 كان متورطًا في شجار دموي في الشارع مع صهر سناتور برازيلي لم يتقبل الإساءة إلى أمته.  ونتيجة لهذا الشجار، طلب بيدرو الثاني من باريس استدعاء صديقه، أو سيعلن أنه شخص غير مرغوب فيه.  وبدلاً من معالجة الإذلال الذي حدث للوزير الفرنسي، استدعت وزارة الخارجية على الفور غوبينو. 

### العودة إلى فرنسا
في مايو 1870 عاد غوبينو إلى فرنسا من البرازيل.  وكتب في رسالة إلى توكفيل عام 1859، «عندما نأتي إلى الشعب الفرنسي ، أنا أؤيد حقًا السلطة المطلقة»، وطالما بسط نابليون الثالث حكمه كمستبد، فقد حصل على دعم غوبينو.  غالبًا ما توقع غوبينو أن فرنسا كانت فاسدة جدًا لدرجة أن الفرنسيين سيهزمون إذا خاضوا حربًا كبيرة. ومع ذلك عند اندلاع الحرب مع بروسيا في يوليو 1870، اعتقد أنهم سيفوزن في غضون أسابيع قليلة.  بعد النصر الألماني، استخدم غوبينو بشكل تهكميِّ هزيمة بلاده كدليل على نظرياته العنصرية.  وقضى فترة الحرب في منصب عمدة في بلدة صغيرة من اقليم واز.  بعد أن احتل البروسيون تري، أقام غوبينو علاقات جيدة معهم وتمكن من تقليل التعويض المفروض على اقليم واز. 
في وقت لاحق، كتب غوبينو كتابًا («Ce qui est arrivé à la France en 1870 ما حدث لفرنسا في عام 1870») موضحا أن الهزيمة الفرنسية كانت بسبب الانحطاط العرقي، الذي رفض الناشرون نشره.  جادل بأن البرجوازية الفرنسية كانت «منحدرة من رقيق غالو-روماني»، وهو ما يفسر لماذا ينسجموا مع جيش بقيادة يونكرز .  هاجم غوبينو نابليون الثالث لخططه لإعادة بناء باريس: «هذه المدينة، التي وصفت بأنها عاصمت الكون، هي في الواقع ليست إلا القافلة الشاسعة من أجل الكسل والجشع والإهانة في جميع أوروبا.» 

 في عام 1871، وصفه ويلفريد سكاوين بلانت الذي التقى غوبينو بالتالي: 
 غوبينو هو رجل يبلغ من العمر حوالي 55 عامًا، وله شعر رمادي وشارب، وعيون داكنة إلى حد ما بارزة، وبشرة شاحبة، وشكل طويل مع مشية متشنجة تقريبًا. فيما يخص مزاجه، فهو عصبي، وحيوي في الأسلوب، وملتزِم، لكنه مشتت الذهن، ويمر بسرعة من فكر إلى أخرى، وهو متحدث جيد ولكنه مستمع سيئ. إنه عالم بارع، روائي، شاعر، نحات، عالم آثار، رجل ذوق، رجل حكيم ".  
 على الرغم من رؤيته المريرة للعالم والمواقف الخبيثة تجاه الإنسانية، كان غوبينو قادرًا على إظهار الكثير من الجذب عندما يريد ذلك. فقد وصفه ألبرت سوريل بأنه "رجل نعمة وجاذبية" الذي كان ليكون ديبلوماسياً جيداً في نظام فرنسا القديم "le Ancien Régime" . 

### وزير مبتعث إلى السويد
في مايو 1872، تم تعيين غوبينو وزيرًا فرنسيًا مبتعثًا لسويد.  بعد وصوله إلى ستوكهولم، كتب لأخته كارولين: «هذا هو عرق الشمال الخالص - عرق السادة»، واصفًا السويديين «بأنهم أنق فرع من العرق الجرماني».  عكس فرنسا، تأثر غوبينو بغياب الصراع الطبقي في السويد، فكتب إلى دراغوميس: «لا توجد كراهية طبقية. يعيش النبلاء بعلاقة ودية مع الطبقة الوسطى ومع الشعب بشكل عام».  جادل غوبينو أنه بسبب موقع السويد النائي في إسكندنافيا، تم الحفاظ على الدم الآري بشكل أفضل مقارنة بفرنسا. وكتب عن تولية أوسكار الثاني الحكم في السويد عام 1872، قال: «هذه الدولة فريدة من نوعها ... رأيت للتو ملكًا يموت وأخر يخلفه دون مضاعفة الحرس أو تنبيه جندي».  وأعجب غوبينو أيضاً بتحفظ المجتمع السويدي كاتباً إلى بيدرو الثاني: «إن الشعور المحافظ هو من بين الأقوى في الروح الوطنية وهؤلاء الناس يبتعيدون عن الماضي خطوة بخطوة بحذر شديد». 
شكلت السويد مشكلة لغوبينو بين التوفيق بين إيمانه بعرق آري رئيسي وإصراره على أن الطبقات العليا فقط هي الآرية، ولقد حل هذا الأمر في النهاية من خلال شجب السويديين على أنهم آريون دونيون على كل حال.  استخدم حقيقة أن الملك أوسكار سمح للديمقراطية السويدية بالوجود ولم يحاول أن يحكم كملك مطلق كدليل على أن كل منزل برنادوت كان ضعيفًا وملوكه جبناء.  وبحلول عام 1875، كان غوبينو يكتب «السويد تخيفني» وكتبت باشمئزاز من «الابتذال والازدراء السويديين». 
في عام 1874، التقى غوبينو بالدبلوماسي الألماني الأمير فيليب فون أولينبرغ في ستوكهولم وأصبح قريبًا جدًا منه.  تذكر أولينبرغ لاحقًا كيف قضى هو وغوبينو ساعات أثناء فترة وجودهما في السويد تحت «سماء الشمال، حيث عاش العالم القديم للآلهة في عادات وتقاليد الناس أيضًا كما في قلوبهم.»  كتب غوبينو لاحقًا أن شخصين فقط في العالم أجمع قد فهموا فلسفته العنصرية بشكل صحيح، وهما ريتشارد فاجنر وأويلنبيرغ . 

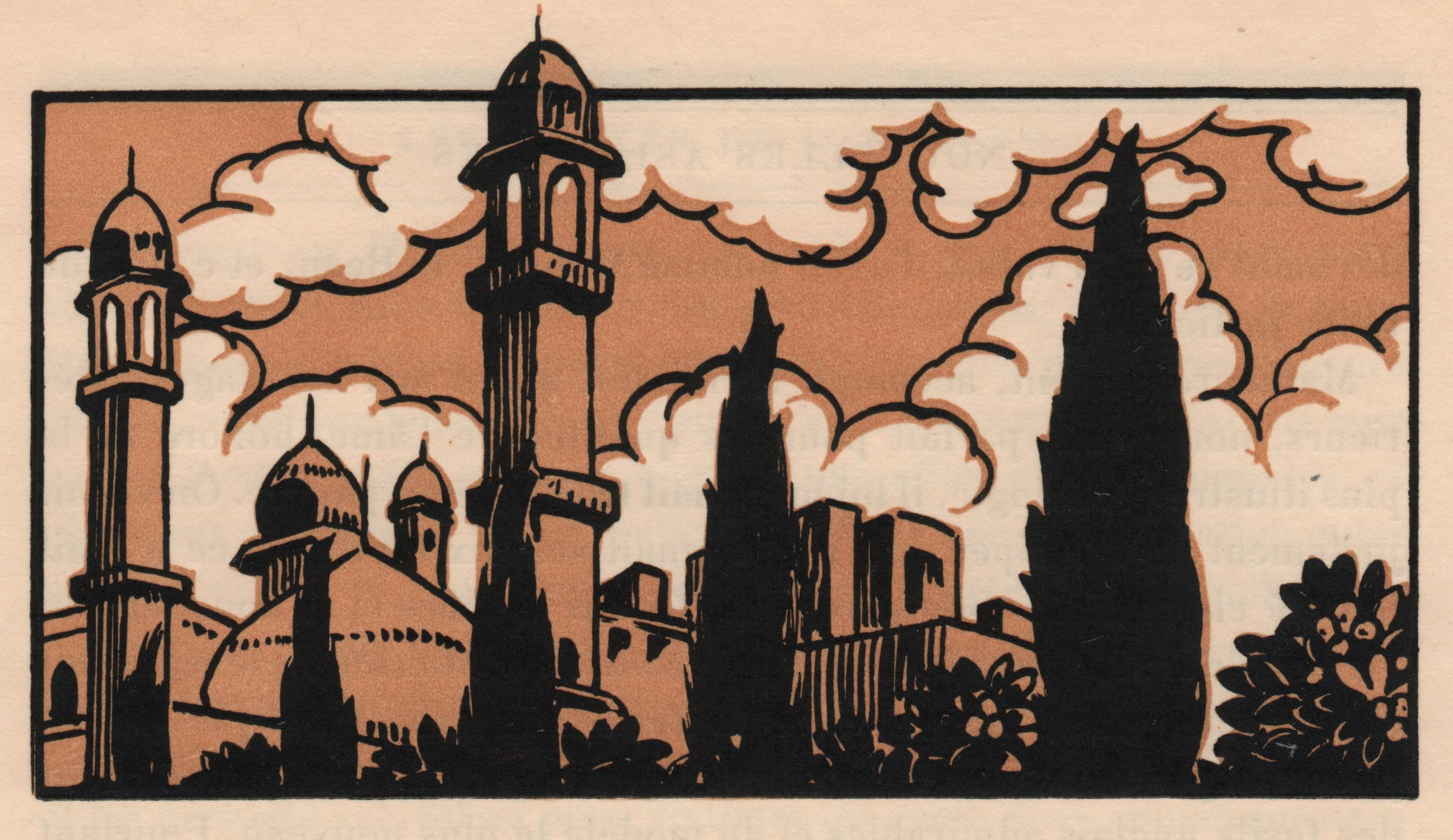
رسم توضيحي من رواية غوبينو نوفيلل أسياتيك ، نُشرت أثناء وجوده في السويد. عكست الرواية اهتمامه القديم في بلاد فارس والشرق.

شجع غوبينو أويلنبيرغ على نشر نظريته عن السباق الآري الرئيسي، قائلاً: "بهذه الطريقة سوف تساعد الكثير من الناس على فهم الأشياء في وقت أقرب."  خلال فترة وجوده في السويد، أصبح غوبينو مهووسًا بالفايكنج وأصبح عازمًا على إثبات أنه ينحدر من الإسكندنافيين.  كان وقته في ستوكهولم فترة مثمرة للغاية من وجهة نظر أدبية. كتب ("الثريا Les Pléiades ")، ("الأسيويون الجدد Les Nouvelles Asiatiques ")، ("النهضة La Renaissance")، وسرد معظم ("تاريخ أوتار" جارل، قرصان نرويجي وغازٍ نورماندي وذريته Histoire de Ottar Jarl ، pirate norvégien conquérant du pays de Bray en Normandie et de sa descendance ") وأنجز النصف الأول من قصيدته الملحمية (" أماديس Amadis") بينما كان وزيرا مبثعتاً في السويد. 
في عام 1879، حاول غوبينو إثبات تفوقه العنصري الخاص على بقية الفرنسيين مع تاريخه العائلي الزائف («تاريخ أوتار جارل Histoire de Ottar Jarl»). يبدأ بالسطر «أنا أنحدر من أودين»، ويتتبع أصله المفترض من الفايكنج أوتار جارل.  أي أنه عندما ظهرت عائلة دي غوبينو لأول مرة في التاريخ في أواخر القرن الخامس عشر في بوردو ، يقال أن أوتار جارل - المشكوك في صحة وجوده - عاش في القرن العاشر، كان على غوبينو أن يلجأ إلى الإختلاق لجعل النسب متصلاً.  بالنسبة له، فإن («المقال Essai») و («تاريخ الفرس Histoire des Perses») و («تاريخ أوتار جارل Histoire de Ottar Jarl») يشكلون ثلاثية، ما أطلق عليه الناقد الفرنسي جان كولميير «رؤية شعرية للمغامرة البشرية»، والتي تغطي التاريخ العالمي لجميع الأجناس أبتداً من («المقالEssai»)، مروراً بتاريخ فرع الآرية في بلاد فارس في («تاريخ الفرس Histoire des Perses») أنتهاءً بتاريخ عائلته في («تاريخ أوتار جارل Histoire de Ottar Jarl»). 
خلال فترة وجوده في السويد، على الرغم من أنه ظل مخلصًا للكنيسة الكاثوليكية ظاهريًا، تخلى غوبينو عن إيمانه بالمسيحية. حيت كان مهتمًا جدًا بالدين الوثني للفايكنج، والذي بدا له أكثر آرية بشكل أصلى.  بالنسبة له، كان الحفاظ على كاثوليكيته رمزًا لسياسته الرجعية ورفض الليبرالية، ولهذه الأسباب استمر في التقيد بالكاثوليكية اسمياً.  أخبر غوبينو صديقه كومت دي باستيرو أنه يريد دفنًا كاثوليكيًا فقط لأن عائلته كانوا دائمًا يدفنون طبق الطقوس الكاثوليكية، وليس بسبب أي إيمان بالكاثوليكية. 
لمغادرة منصبه في ستوكهولم دون إذن للانضمام إلى الإمبراطور بيدرو الثاني في زيارته الأوروبية، تم إخبار غوبينو في يناير 1877 أن عليه الاستقالة من وزارة الخارجية أو مواجهة الطرد؛ واختار الاستقالة. [بحاجة لمصدر]
قضى غوبينو سنواته الأخيرة في روما، وهو رجل وحيد ومرهق كان أصدقاءه الرئيسيون هم فاجنرز وأويلنبيرغ .  رأى نفسه نحاتًا عظيمًا وحاول دعم نفسه ببيع منحوتاته. 

## آراء وكتابات أخرى

### الروايات والمقالات
إلى جانب الترويج للعنصرية، كتب غوبينو أيضًا العديد من الروايات التي لاقت قبولًا جيدًا. أشاد به كتاب مثل مارسيل بروست وجان كوكتو وأندريه جيد كواحد من أعظم الروائيين في فرنسا.  في بلده الأصلي فرنسا، كان ولا يزال يُثنى عليه من قبل النقاد الأدبيين على أنه سيد الأسلوب الفرنسي الذي كتبت رواياته بحيوية أنيقة وشعور رائع بالسخرية.  انتقد الناقد الفرنسي بيير لويس ري والمؤرخ البريطاني مايكل د. بيدس ميل النقاد الفرنسيين إلى فصل غوبينو العنصري من غوبينو الروائي، والحفاظ على رواياته التي تعكس نظرياته العنصرية تمامًا مثل («المقال Essai») .  رواية غوبينو لعام 1874 («الثريا Les Pléiades») تدور حول بعض الأشخاص الموهوبين بشكل استثنائي الذين هم أمثلة على «المقاومة العرقية» في أوروبا محاطين بجموع كبيرة من البلداء.  في مقدمته في («الثريا Les Pléiades»)، يقول غوبينو أن الغرض من الرواية هو تعزيز النظرية «أنه لم يعد هناك طبقات، أنه لم يعد هناك شعب، ولكن فقط - في أوروبا كلها - بعض الأفراد الذين يطفوون مثل حطام الطوفان». 
عمل آخر من أعماله الأدبية هو («الأسيويون الجددLes Nouvelles Asiatiques») لعام 187، الذي يتعلق بتأثير سوء التوليد في آسيا الحديثة كما يتجلى في قصص الحياة لمجموعة متنوعة من الناس.  وهو كتاب فريد من نوعه حيث أنه روايته الوحيدة التي تضم شخصيات أبطال غير بيض. كما هو الحال مع رواياته الأخرى، فإن رسالته متشائمة في الأساس، لكنها تظهر عاطفة غوبينو الشديدة لبلاد فارس. 
على الرغم من عنوانها، فإن الأسيويون الجدد عبارة عن سلسلة من القصص القصيرة «الشرقية» تدور أحداثها في بلاد فارس وأفغانستان وآسيا الوسطى. موضوعها المحوري هو أن شخصية الناس تتحدد بالعرق. ومن الأمثلة على ذلك امرأة نبيلة أوزبكية، تبنّاها ضابط روسي، احتفظت بضراوة عرقها بمحاولتها ستر ابنته البيولوجية بينما يرتفع أمير أفغاني عن البقية بسبب دمه الآري. 
في روايته لعام 1877 («النهضة La Renaissance»)، يسلط غوبينو الضوء مرة أخرى على موضوع عدد قليل من الأبطال «الآريين» الموهوبين مثل سيزر بورجيا والبابا يوليوس الثاني الذين يعانون من سوء الحظ الذي يحيط بهم بسبب عدد لا حصر له من العامة ذي المستوى الدوني.  في النهضة، يهاجم فكرة الأخلاق بأكملها كأساس للعمل، بحجة أنه لا ينبغي أن يحكم القلة الموهوبون بأي مجموعة من القيم الأخلاقية العالمية.  على هذا النحو، يتم تقديم البابا ألكسندر السادس كبطل في عصر النهضة، على وجه التحديد بسبب الطريقة القاسية تمامًا التي قدم بها مصالح عائلة بورجيا على وجهة النظر الأخلاقية. 

### صداقة مع ريتشارد فاغنر

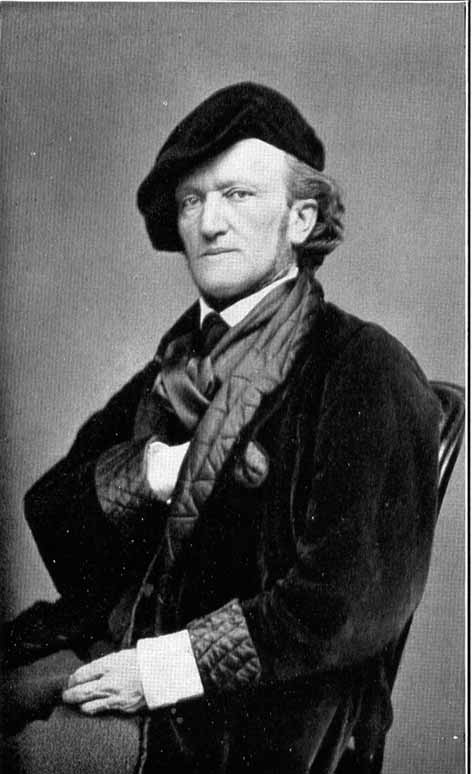
الملحن الألماني ريتشارد فاغنر، الذي حافظ غوبينو على صداقة قوية معه، يظهر هنا في صورة تم التقاطها في باريس، 1867

على الرغم من كونه فرنسيًا فخورًا، إلا أن غوبينو كان عالميًا واعتبر نفسه جزءًا من النخبة الأوروبية المثقفة التي تجاوزت الولاءات الوطنية - وهو فرنسي جيد ولكنه أيضاً «أوروبي جيد». شعر غوبينو بعلاقة أكثر مع زملائه الأرستقراطيين من جنسيات أخرى أكثر مما شعر به لعامة الشعب من الفرنسيين.  أطلق عليه المؤرخ التشيكي إيفو بودل لقب «... مفكر عالمي لم يشعر بأنه فرنسي بشكل كليِّ»، والذي كان مهووسًا باليونان القديمة وبلاد فارس. 
في عام 1876، رافق غوبينو صديقه المقرب بيدرو الثاني في رحلته إلى روسيا واليونان والإمبراطورية العثمانية. قدم غوبينو صديقه إلى كل من الإمبراطور الروسي ألكسندر الثاني والسلطان عبد الحميد الثاني سلطان الإمبراطورية العثمانية،  وأخذ صديقه في جولة سياحية في أثينا، المدينة التي سماها «الجنة على الأرض» بسبب أطلالها.  مستوحى من زيارته الأخيرة لليونان، بدأ غوبينو في كتابة ما أصبح كتابه لعام 1878 («مملكة الهيلينيون Le Royaume des Hellènes»). فيه يجادل بأن إنجازات اليونان القديمة كانت كلها بسبب الآريين، وأنه لم يكن هناك أي صلة بين اليونانيين القدماء والإغريق الحديثين، حيث إختفى كل الدم الآري.  بعد تركه لبيدرو الثاني في القسطنطينية، سافر غوبينو إلى روما بإيطاليا من أجل لقاء خاص مع البابا بيوس التاسع. 
خلال زيارته لروما، التقى غوبينو وصادق الملحن الألماني ريتشارد فاغنر وزوجته كوزيما.  أعجب فاغنر كثيرًا بمقالات «مقال عن عدم المساواة بين الأجناس البشرية» واستخدم صحيفته صفحات بايرويت لترويج نظريات غوبينو العرقية في ألمانيا.  أعجب غوبينو بدوره بشكل كبير بموسيقى فاغنر وعلى نحو غير معتاد بالنسبة لفرنسي، أصبح عضوًا في دائرة بايرويت.  كان فاغنر مفتونًا بنظريات غوبينو العنصرية، وظهر في الكثير من كتاباته منذ ذلك الحين تأثير غوبينو.  كتب فيلد أن «عمل غوبينو الرئيسي، «مقال عن عدم المساواة بين الأجناس البشرية» يحتوي على شرح أكثر تفصيلاً وجدلًا عن الانحطاط الثقافي أكثر من أي شيء كتبه فاغنر. في الواقع، كان هذا التوليف للأنثروبولوجيا واللاهوت واللغويات والتاريخ كان بلا شك التحليل العنصري الأكثر إثارة للإعجاب والتماسك من الناحية الإيديولوجية تم أنتاجه في عصر ما قبل الداروينية». 
تم دمج العديد من أفكار غوبينو في أوبرا فاغنر اللاحقة.  كتبت كوزيما فاغنر إلى غوبينو في مايو 1881 لتقول له: «زوجي في خدمتك تمامًا، دائمًا ما يقرأ الأعراق عندما لا يكون في العمل مع العروض».  رد غوبينو بالقول: «أؤكد لكم أنه لا يوجد بايروثيان أكثر وفاء مني».  بينما قبل فاغنر أفكار غوبينو الأساسية في فلسفته، رفض تشاؤم غوبينو حول مصير الآريين.  بدلاً من ذلك، ابتكر مفهوم التجديد، حيث سيعود الآريون إلى مجدهم السابق من خلال تبني نظرياته في الفن ورفض ما أسماه نفوذ اليهود الفاسد. 

### غوبينو والحرب
على الرغم من فشله في امتحانات القبول في سانت سير، كان لدى غوبينو رؤية عسكرية عميقة للعالم، معتقدًا أن الأجناس المختلفة ولدت لتكره بعضها البعض وأن البشر لديهم رغبة فطرية في قتل بعضهم البعض.  كتب أن الحرب كانت جزءًا طبيعيًا من حالة الإنسان والأمة: «التي إما أنها ستنتصر أو يتم غزوها».  رفض غوبينو السلمية، وكتب: «حتى لو نجح أصدقاء السلام العالمي في جعل أوروبا تشمئز من الحرب، فسيتعين عليهم إحداث تغيير دائم في عواطف البشرية» وأن السلام ممكن فقط «إذا كان كل كانت الأجناس الموهوبة في الواقع، بنفس الدرجة، بنفس السلطات».  الرغم من كونه دبلوماسيًا كانت وظيفته الاسمية هي تحقيق أهداف السياسة الفرنسية دون اللجوء إلى الحرب، وعلى الرغم من كرهه الشخصي لمنزل بونابرت، رحب غوبينو بشدة بعسكرة نابليون الثالث على أنها أعادت العظمة إلى فرنسا.  في عام 1854، وافق غوبينو على حرب القرم، وكتب أن فرنسا ستحظى بمكانة كبيرة من خلال إعلان الحرب على روسيا، وهي دولة كان يكرهها دائمًا.  في رسالة إلى أخته كارولين في أكتوبر 1854، كتب غوبينو: «بعد عشرين عامًا من سلام الذي لم يروِّج سوى الفساد والثورة، نجد أنفسنا في جو عسكري شجع منذ بدايته الكثير من الأشياء الجيدة. [...] أعتبر الحرب، على الرغم من شرورها، نعمة». 

### الأمبراطوريات
ومن المفارقات، على الرغم من أن غوبينو رأى الأمل في توسع القوة الأوروبية، إلا أنه لم يدعم إنشاء الإمبراطوريات التجارية مع البيئة المتعددة الثقافات المصاحبة لها. وخلص إلى أن تطوير الإمبراطوريات كان مدمرًا في نهاية المطاف لـ «الأجناس المتفوقة» التي صنعتها، لأنها أدت إلى خلط الأجناس المتميزة. بدلاً من ذلك، رأى الفترة الإمبريالية من القرن التاسع عشر كعملية انحطاطية في الحضارة الأوروبية، ولقد أشار باستمرار إلى الإمبراطوريات السابقة في أوروبا وضمها للشعوب غير البيضاء لأوطان أوروبا، في شرح إثنوغرافيا الدول الأوروبية.
طبقاً لنظرياته، فإن السكان المختلطين في إسبانيا، ومعظم فرنسا وإيطاليا، ومعظم جنوب ألمانيا، ومعظم سويسرا والنمسا، وأجزاء من بريطانيا هو بسبب التطور التاريخي للإمبراطوريات الرومانية واليونانية والعثمانية، والتي جلبت الشعوب غير الآرية من أفريقيا وثقافات البحر الأبيض المتوسط إلى غرب وشمال أوروبا. كان يعتقد أن سكان جنوب وغرب إيران وجنوب إسبانيا وإيطاليا يتألفون من عرق تنكسي ناشئ عن سوء التوليد، ويتكون شمال الهند كله من عرق «أصفر» (آسيوي). كان غوبينو معاديًا جداً لشعوب السلافية، خاصة الروس الذين، على حد زعمه، أصبحوا شعوبًا شبه آسيوية نتيجة سوء التولد في ظل القبيلة الذهبية.  وصف السلاف بأنهم «مستنقع راكد حيث وجدت جميع السلالات العرقية المتفوقة بعد بضع ساعات تجد نفسها غرقت». 

### الحضارة الصينية
جادل غوبينو بأن الحضارة الصينية قد تم إنشاؤها من قبل مجموعة من الغزاة الآريين من الهند الذين جعلوا السكان الأصليين الملايو الذين يعيشون هناك تحت كعبهم.  على الرغم من أنه قرأ تقريبًا كل ما كتب باللغة الفرنسية عن الصين، إلا أنه أعتقد أن أصول الحضارة الصينية كانت في جنوب الصين. وافترض أن الآريين من الهند وصلوا هناك لأول مرة بدلاً من وادي النهر الأصفر الذي تعتبره جميع المصادر الصينية «مهد» الحضارة الصينية. 
و جادل بإن الثقافة الصينية "بدون جمال وكرامة".  وأن الصينيون "يفتقرون إلى المشاعر وراء الفكرة المتواضعة للمنفعة المادية"، وكانت الكونفوشيوسية الصينية "استئناف للممارسات وتركز، بشدة على ما رحب به الأخلاقيون في جنيف في كتبهم التعليمية وهو ("الهدف الرئيسي للخير nec plus ultra"): الاقتصاد والاعتدال والحكمة وفن تحقيق الربح وليس الخسارة على الإطلاق. 
كان جميع الأدب الصيني «صبياني»، وفقًا لغوبينو، افتقر الصينيون إلى قوى الخيال التي سمحت للغربيين بكتابة روايات عظيمة. واعتبر المسرح الصيني «مسطحًا» والشعر الصيني «سخيفًا»،  وكانت «الأعمال العلمية الصينية العظيمة» عبارة عن «مصنفات مطوّلة» تفتقر إلى الدقة التحليلية، والتي وفقًا له البيض وحدهم قادرين على تحقيقها.  وأكد أن الصينيين غير قادرين على العلم لأن «روح العرق الأصفر ليست عميقة ولا بصيرة لتحقيق هذه الجودة [التميز العلمي] المخصصة للعرق الأبيض».  اعتقد غوبينو أن الصين كانت تحذيرًا للغرب من مخاطر «الديمقراطية» - التي قصد بها حكم الجدارة.  لأن الدولة الصينية حاولت تعزيز تعليم الجماهير، أصبح حكم المندرين مبنية على الجدارة، وكانت الامتحانات لتصبح بلغة الماندرين ومفتوحة لجميع الرجال المتعلمين. بالنسبة لغوبينو، عكس هذا الطابع «الراكد» العنصري للصينيين. 

#### «الخطر الأصفر»

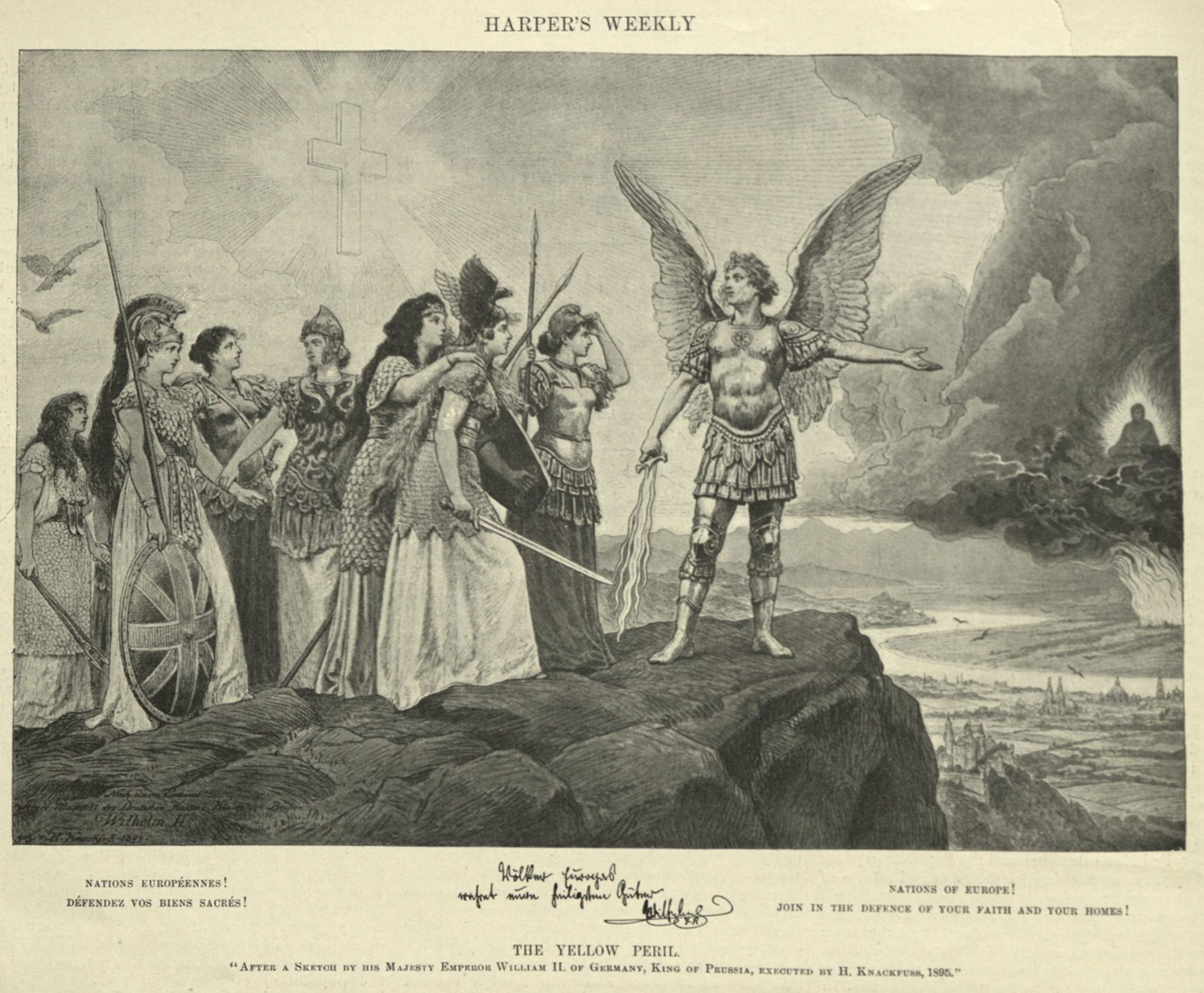
Völker Europas، wahrt eure heiligsten Güter ("شعوب أوروبا ، احرس أغلى ما عندك ،" 1895) لوحة الخطر الأصفر. يظهر الكثير من الصور مستمدة من كتابات جوبينو المعادية لآسيا ، عبر صديقه الأمير فيليب فون يولنبرج الذي ساعد في تحويل رسم فيلهلم الثاني إلى اللوحة.

في السنوات الأخيرة من حياته، إنتاب غوبينو الخوف مما عرف لاحقًا باسم «الخطر الأصفر». كان يعتقد أن الحضارة الأوروبية ستدمر قريبًا بغزو صيني.  كان خوف غوبينو من روسيا مرتبطًا بخوفه من الصين. أثناء زيارته لروسيا عام 1876، كتب إلى صديق: «لا يمكن إنكار أن هذه الدولة في طريقها إلى السلطة والتوسع» وكتبت روسيا عام 1879 على وشك تقديم «مشهد إنشاء أكبر إمبراطورية سيراها الكون».  وقد رأى نمو القوة الروسية على أنه يفتح الباب لغزو صيني لأوروبا، فكتب إلى بيدرو الثاني عام 1879: 
 ما سيفعله الروس في غضون عشر سنوات هو أن يفتحوا للغرب بوابات الفيضان للحشود البشرية الشاسعة التي نجدها مريضة جدا في شرق الصين. وهو سيل من الصينيين والسلاف، المليء بالتتار والألمان البلطيقيين، والذي سيضع حداً للغباء بل وللحضارة في أوروبا. الولايات المتحدة، التي تخشى الغزو الأصفر من جهة ولاية كاليفورنيا، لن تكسب الكثير من كل هذا، وستفقد أوروبا كل شيء!  
 في عام 1881، نشر غوبينو مقالًا في صحيفة ريتشارد فاغنر، بعنوان («حكم على العالم الحالي Ein Urteil über die jetzige Weltage»)، والذي ترجم إلى الألمانية بواسطة كوسيما فاغنر. وفي مقدمة كتبها زوجها، حذر فيها من أن الصين«ستطغى» قريباً وستدمر الحضارة الغربية.  سمى غوبينو مقالته («ما يحدث في آسيا Ce qui se fait en Asie») «تتِمة للمقال والحالة الراهنة».  امتدح غوبينو القوانين العنصرية التي تهدف إلى تقييد الهجرة الصينية إلى الولايات المتحدة وكندا ونيوزيلندا وهاواي وأستراليا كخطوة أولى جيدة، لكنه حذر من أن «الحضارة الأوروبية» فاسدة جدًا بسبب سوء التوليد لدرجة أنها ليست سوى مسألة وقت قبل أن تدمر الصين الغرب. 
في عام 1884، أدت الجهود الفرنسية لغزو فيتنام إلى اندلاع حرب بين فرنسا والصين. أدت الحرب الصينية الفرنسية إلى إحياء الاهتمام الفوري بكتابات غوبينو المعادية لآسيا في فرنسا. أعادت العديد من الصحف الفرنسية طبع الأصل الفرنسي لمقالة غوبينو عام 1881 في صفحات بايرويت، إلى جانب ترجمة تحذيرية مقدمة من فاغنر حول التهديد الصيني الوشيك للحضارة الأوروبية.  وبالمثل، أدت الحرب الفرنسية الصينية إلى أن يصبح «مقال عن عدم المساواة بين الأجناس البشرية» ذي شعبية في فرنسا.  نُشر الكتاب في أربعة مجلدات (يبلغ طول كل منها حوالي 1000 صفحة) في 1853-1855، وظل متوفراً لعقود. في عام 1884، بعد بدء الحرب مع الصين مباشرة، تم نشر الإصدارين الثاني والثالث من المقال في باريس. وكانت هذه نتيجة مباشرة للحرب، حيث أصبح الكثير من الفرنسيين مهتمين فجأة بكتاب يصور مثل هذه الصورة غير الغير جذابة للآسيويين. 

## الإرث والتأثير
كانت أفكار غوبينو مؤثرة في عدد من الدول خلال حياته وبعد وفاته.

### رومانيا
كانت لنظريات غوبينو تأثير كبير على السياسي الروماني الراديكالي المعادي للسامية الأستاذ إيه. سي. كوزا، الذي اعتنق عنصريته العرقية كوسيلة «لإثبات» أن اليهود كانوا «وباء» على الحياة الرومانية الحديثة.  مثل معظم أتباع غوبينو، رفض كوزا وصف تشاؤمه على أنه متطرف للغاية، لكنه جادل بأن الشعب الروماني نتج عن انصهار بين الداشيين القدماء والرومان الشيء الذي حافظ على دم الآرية، وأن اليهود كشعب مختلفون عرقيا ببساطة لا ينتمون إلى رومانيا.  كوزا، المعجب الشديد بغوبينو، غالبًا ما استخدم نظريات الأخير وخطابه حول الانحطاط العنصري لتأطير حججه المعادية للسامية حول «العرق اليهودي». زعم كوزا بشكل متكرر أن اليهود كانوا «وباء» على رومانيا. وأكد أن الشعب الروماني كان في خضم نوع من الانحطاط العنصري الذي سبق أن وصفه غوبينو، والذي كان سببه اليهود طبقاً لكوزا، وفي أوقات مختلفة كان كوزا معلماً لشخصيات مختلفة حول اليمين الراديكالي الروماني مثل كورنيليو زليا كودرينو، والشاعر السياسي أوكتافيان غوغا والمارشال إيون أنتونسكو . كما كان تأثيره ملحوظًا في ثلاتينبات وأربعينيات القرن العشرين في رومانيا.

### الإمبراطورية العثمانية
كان لنظريات غوبينو تأثير عميق على جمعية الاتحاد والترقي (CUP) .  حيت نشأ الأتراك من الأرض الواقعة شمال سور الصين العظيم وهاجروا عبر أوراسيا إلى الأناضول. سمى أعضاء الحزب منشئ الأتراك توران وصنفوا أنفسهم مع الآريين الذين عرفهم غوبينو، وغالبًا ما تم ذكر غوبينو في مجلات الجمعية وفي عام 1911 تم إنشاء مجلة مخصصة للترويج لأفكار الجمعية المقتبسة من غوبينو في سالونيكا. 

### ألمانيا
كتب ريتشارد فاغنر بشكل إيجابي عن غوبينو وفي كتاباته المتأخرة اقترح على المرء ألا يستبعد صحة نظريته العرقية. في الوقت نفسه، اختلف تمامًا مع استنتاج غوبينو أن سوء التوليد أدى لا محالة إلى تراجع الجنس البشري والثقافات. في مقالته عام 1881 («البطولة والمسيحية Heldentum und Christentum»)، امتدح فاغنر المقال، وقبِل فرضيته لعرق رئيسي آري واستنكر نظرية عن سوء التولد، لكنه نفى أن العرق الآري كان في اضمحلال لا يمكن إيقافه.  اعتقد أن المسيح مات من أجل الجميع، بغض النظر عن العرق، وبناً على هذا عبر عن أمله في تجدد عرقي عميق لـ «لعِرق الآري»، وقبل وفاته بقليل زار غوبينو بايرويت، موطن فاغنر.
في عام 1894، أسس الصحفي واغنيرت والصحفي المعادي للسامية لودفيغ شيمان (مجتمع الغوبينية Gobineau Vereinigung) للترويج لنظريات غوبينو في ألمانيا، مما أدى إلى ظهور حركة الغوبينية.  كان شيمان قريباً من كوسيما فاغنر والتي ألهمته لتأسيس مجتمع الغوبينية. كانت مجموعة صغيرة، لكنها مارست الكثير من التأثير الفكري، وبهذه الطريقة شاعت نظرية غوبينو عن العرق الآري السيد في ألمانيا.  الغوبينية التي روج لها شيمان والمجتمع، ترجع إلى لفاغنر تماماً كما لغوبينو ولكن المجموعة رفضت تشاؤم غوبينو وادّعت أنه يمكن إنقاذ الجنس الآري.  شيمان، الذي كان أحد أكثر منظري العرق تأثيرًا وشهرة في الإمبراطورية الألمانية، روج لرسالة متفائلة حول مستقبل العرق الآري أثناء مع قبول فكرة غوبينو الأساسية حول العرق الآري السيد.  كان شيمان هو الرجل الذي قام بترويج غوبينو في ألمانيا وكان مجمل الترويج من عمله إلى حد كبير، بدلاً من قراءة المقال مباشرة، وتم الترويج لـلغوبينية في الرايخ .  في عام 1937، منح هيمان شخصيًا وسام غوته من قبل هتلر بسبب «خدماته للأمة والعرق». 

#### التأثير على النازية
استعار أدولف هتلر والنازية الكثير من أيديولوجية غوبينو. ومع ذلك، على الرغم من كونه شخصية مركزية في تطوير نظرية الانحطاط، إلا أن غوبينو لم يكن معاديًا للسامية، ويمكن وصفه بأنه فلسفي، ☃☃ بعد أن كتب بشكل إيجابي للغاية عن الشعب اليهودي، بما في ذلك تأبينًا طويلًا لهم في المقال، واصفًا إياهم بـ «شعب حر وقوي وذكي» نجح رغم السلبيات الطبيعية لأرض إسرائيل. ☃☃ ومع ذلك، في سنواته الأخيرة، كان يميل، وفقًا لبول لورانس روز، إلى «شخصية غامضة معادية للسامية».

عندما تبنى النازيون نظريات غوبينو، قاموا بإعادة تحرير عمله على نطاق واسع لجعله يتوافق مع وجهات نظرهم،  مثلما فعلوا في حالة نيتشه. كانت مقتطفات من المقال إجبارية القراءة في المدارس الألمانية تحت الرايخ الثالث.  لم تكن وجهة نظر غوبينو التشاؤمية للآريين مفيدة كثيرًا للمفكرين («العرقيين völkisch»). استعار العديد منهم مثل هيوستن ستيوارت تشامبرلين فكرة غوبينو حول تفوق العرق الآري.  كما لاحظ المؤرخ الأمريكي بول فورتييه أنه كان لافتاً للنظر التباين بين التفاؤل العميق والنبرة المنتصرة التي عبر عنها تشامبرلين في كتابه عام 1899 أسس القرن التاسع عشر حول مستقبل الآريين مقابل الرسالة المتشائمة والقاتمة بلا هوادة لمقال غوبينو.  في أبريل 1939، أعلن روبوتبوهام: «بعد ما يقرب المائة عام، تم الاستيلاء على الفلسفة التشاؤمية الرائعة للدبلوماسي الفرنسي اللامع وإلتواءها لإستخدام ديماغوجي صوفي يجد في فكرة الآرية النقية عذر لدفع الحضارة بشكل خطير لما يشبه العصور المظلمة».  لم يكن تشاؤم رسالة غوبينو خاضعًا للعمل السياسي لأن غوبينو لم يعتقد أنه يمكن إنقاذ البشرية من الانحطاط العنصري.  كتب بيدس: 
 إن إيديولوجيته العنصرية، من خلال جذورها في الاهتمامات الاجتماعية والسياسية وعلى الرغم من زعمها شرح طبيعة المجتمع نفسه، لا يمكن بناً على معاييرِها أن تؤثر بأي تحول. لكن لسوء الحظ فشل غوبينو في إدراك الدرجة التي قد تكون بها مثل هذه النظرية - مهما كانت وجهة نظره الخاصة عن عجزها - قادرة على الاستخدام والتكيف من قبل الآخرين للتأثير على المجتمع والتاريخ. سوف يُنهب عمله في الوقت المناسب من قبل العنصريين مع هدف الدعوة إلى المذاهب الإصلاحية بشكل صريح.  

### البرازيل
على الرغم من تقييمه السلبي للغاية للبرازيليين، أصبح غوبينو بطلاً لبعض المثقفين البرازيليين. في مقال عام 1906، المفكر سيلفيو روميرو استشهد بغوبينو جنبا إلى جنب مع أوتو عمون، جيورجيس فاشر دى لابوج وهيوستن ستيوارت تشامبرلين الذين عملوا على أثبتت أن البشر الشقر مستطيلو الرأس (بجمجمة طويلة) في شمال أوروبا أفضل وأحسن عرق في العالم بأسره. وكتب أن البرازيل يمكن أن تصبح أمة عظيمة من خلال تدفق أعداد كبيرة من المهاجرين الألمان الذين سيحققون التطعيم العرقي (للبرازيل).  في عام 1912، أشاد روميرو بغوبينو في مقال بسبب «الرؤية الرائعة العبقرية» و «كلماته الحكيمة التي تستحق كل اعتبار» قبل إطلاق ما أطلق عليه المؤرخ الأمريكي توماس سكيدمور «الجدل العنيف» ضد سكان المولاتو في البرازيل على أنه شعب منحط عنصريًا يجب أن يختفي من البرازيل. 

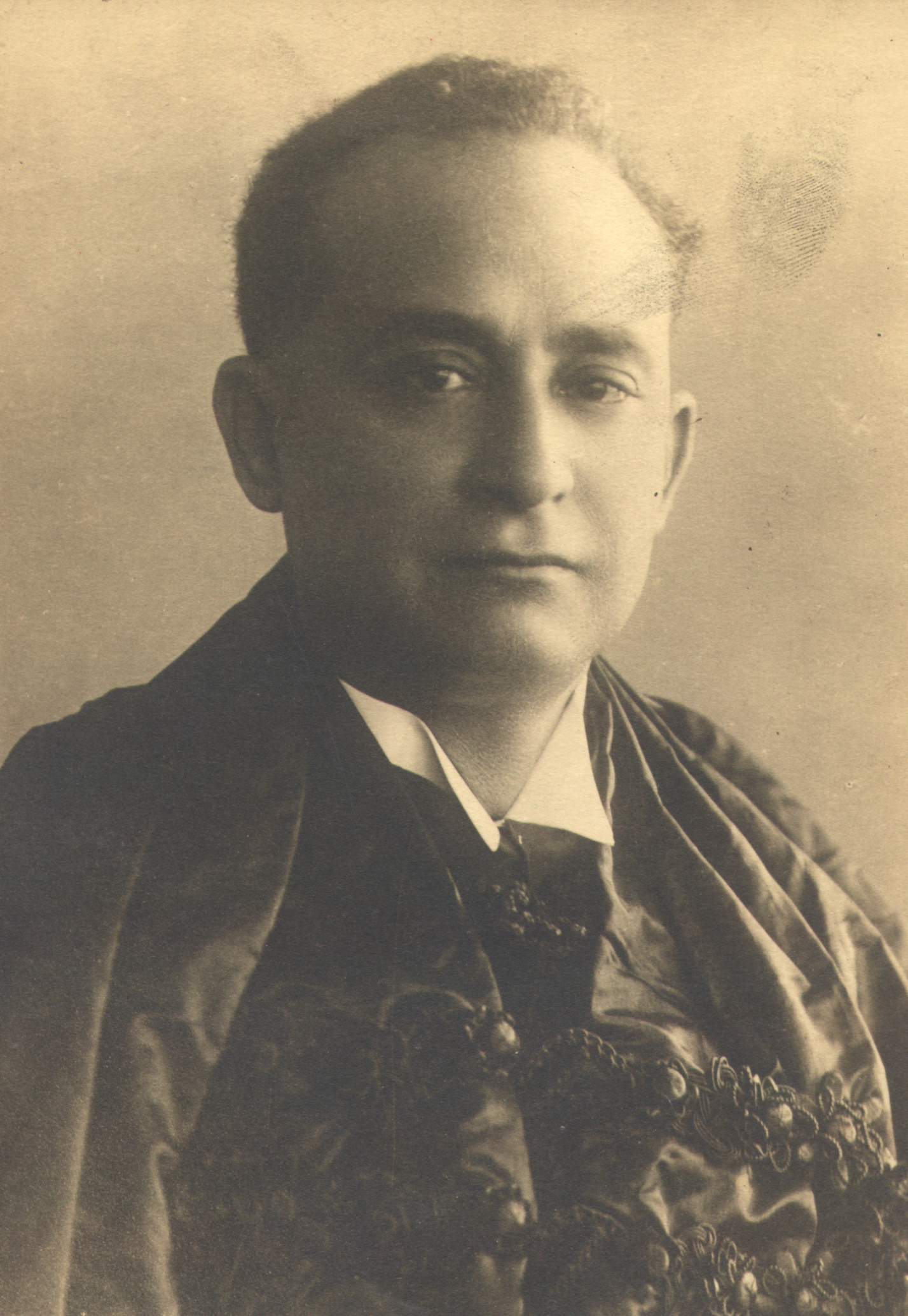
أوليفيرا فيانا ، وزير برازيلي ، تأثر بشدة بمعتقدات غوبينو العنصرية

أوليفيرا فيانا في كتابه عام 1920 باسم («سكان جنوب البرازيل populações meridionais do Brasil») قدم الثناء الفخم لغوبينو لإدانته سوء سوء الثكاثر وملاحظاته المهينة عن السود والبرازيليين الهنود.  كان حل فيانا لخطة «التحول إلى الأرية» البرازيل جلب ملايين المهاجرين الأوروبيين ذوي البشرة الفاتحة وبالتالي تحقيق «تطويق» للبرازيل.  شغل فيانا منصب وزير التعليم في ظل دكتاتورية جيتوليو فاراجاس، حيث اشتهر بدفاعه عن مزايا الهجرة «الآرية» إلى البرازيل. 
حتى الحرب العالمية الثانية، تم الاستشهاد بكتابات غوبينو في البرازيل لدعم الادعاء بأن سوء التكاثر سبب «الانحلال الجسدي» ويجب ألا يكون هناك تزاوج بين الأعراق في البرازيل إذا كان للشعب البرازيلي مستقبل إيجابي.  النقيض من ذلك، كرد فعل على المثقفين الذين استشهدوا بغوبينو مثل فيانا، كتب الكاتب البرازيلي جيلبرتو فريير سلسلة من الكتب في عشرينيات وثلاثينيات القرن العشرين يشيد بتجانس الأعراق والثقافة السوداء البرازيلية، بحجة أن اندماج البيض والسود والهنود قد أعطى البرازيل ثقافة مميزة والشعب البرازيلي مظهر مميز، يخلق نظرية اللوسوتروبكالية.  جادل فريير بأن غوبينو كان فرنسيًا متغطرسًا نظر إلى البرازيل على أنه لا يرقى إلى مستوى أوروبا. هذا أدى بفريير لرفض فكرة أن أوروبا يجب أن تكون المعيار للبرازيل، بحجة أن البرازيليين قد أنتجوا حضارة جديدة تقوم على تفاعل أحفاد الهنود والعبيد الأفارقة والمهاجرين الأوروبيين التي كانت متفوقة على الأوروبيين بهوسهم بالنفاء العرقي.  ورفض فرير كتابات غوبينو وشامبرلين ووصفها بأنها «منتشرة ومتساهلة وخاطئة». 

### الدين البهائي
وعلى الرغم من أنه بأي حال من الأحوال لم يعتنق معتقداتها، تعترف العقيدة البهائية بغوبينو باعتباره الشخص الذي حصل على المخطوطة الوحيد الكاملة من التاريخ المبكر للبابية وهي حركة دينية من بلاد فارس، الذي كتبه حاجي ميرزا يان من كاشان، الذي نفذ فيه حكم الإعدام من قبل السلطات الفارسية في عام 1852. المخطوطة محفوظة بمكتبة باريس الوطنية، وغوبينو معروف أيضًا لطلاب البابية لأنه كتب التأريخ الأول والأكثر تأثيرًا للحركة، وعرض معرفة دقيقة إلى حد ما لتاريخها في («الأديان والفلسفات في اسيا الوسطى Religions et philosophies dans l'Asie centrale»). ملحق لهذا العمل هو ترجمة سيئة لكتاب الباب البيان العربي، أول نص بابي يتم ترجمته إلى لغة أوروبية.  

## الأعمال المترجمة إلى الإنجليزية

### الغير خيالية
- التنوع الأخلاقي والفكري للأجناس ، JB Lippincott &amp; Co. 1856 (rep. بواسطة Garland Pub. 1984).
  - عدم المساواة في الأجناس البشرية ، أبناء GP Putnam ، 1915.
  - عدم مساواة الأجناس البشرية ، William Heinemann ، 1915 [Thurland & Thurland، 1915؛ حانة هوارد فيرتيج ، 1967 ؛ مندوب 1999].
- طريقة قراءة النصوص المسمارية ، صحافة الجمعية التربوية ، 1865.
- جوبينو: كتابة سياسية مختارة ، مايكل د. بيدس (محرر.) ، جوناثان كيب، 1970.
- عالم الفرس ، جيفورد ، 1971.
- اللقاء الفرنسي مع الأفارقة ، William B. Cohen ، Bloomington: Indiana University Press ، 1980.
- جنتلمان في الصادرات: جوبينو ونيوفاوندلاند ، مطبعة جامعة كارلتون ، 1993.
- Comte de Gobineau and Orientalism: Selected Eastern Writings، Geoffrey Nash (ed.) ، روتلدج، 2008.

### خيال
- دير Typhaines: قصة القرن الثاني عشر ، Claxton ، Remsen and Haffelfinger ، 1869.
- رومانسيات الشرق ، D. Appleton and Company ، 1878 [Rep. بقلم أرنو برس ، 1973].
  - «تاريخ جامبر علي». في الأنثولوجيا العالمية ، المجلد. XX ، ميريل وبيكر ، 1899.
  - خمس حكايات شرقية ، The Viking Press ، 1925.
  - الراقصة الشماخة وحكايات آسيوية أخرى ، هاركورت ، بريس وشركاه ، 1926.
  - حكايات آسيا ، جيفري بليز ، 1947.
  - Mademoiselle Irnois وقصص أخرى ، مطبعة جامعة كاليفورنيا ، 1988.
- عصر النهضة: سافونارولا. سيزار بورجيا. يوليوس الثاني. Leo X. Michael Angelo ، أبناء GP بوتنام ، 1913 [Rep. بقلم جورج ألين وأونوين ، 1927].
- الزهرة الذهبية ، أبناء GP Putnam ، 1924 [Rep. بقلم كتب للمكتبات ، 1968].
- السجين المحظوظ ، دبلداي ، بيج اند كومباني، 1926 [Rep. بقلم بريتانو ، 1930].
- منديل قرمزي: وقصص أخرى ، هاربر وإخوانه ، 1927 [Rep. بقلم جوناثان كيب: لندن ، 1929].
- البلياد ، AA Knopf ، 1928.
  - أبناء الملوك ، مطبعة جامعة أكسفورد، 1966.
  - The Pleiads، Howard Fertig Pub. 1978

## روابط خارجية
- آرثر دو غوبينو على موقع الموسوعة البريطانية (الإنجليزية)
- آرثر دو غوبينو على موقع الموسوعة البريطانية (الإنجليزية)
- مؤلفات Gobineau في مشروع غوتنبرغ
- Works by Arthur de Gobineau
- Works by or about Arthur de Gobineau
- جوبينو ، جوزيف آرثر دي: Encyclopædia Iranica
- جوزيف آرثر (Comte de) Gobineau: UQAC